# Фольклор

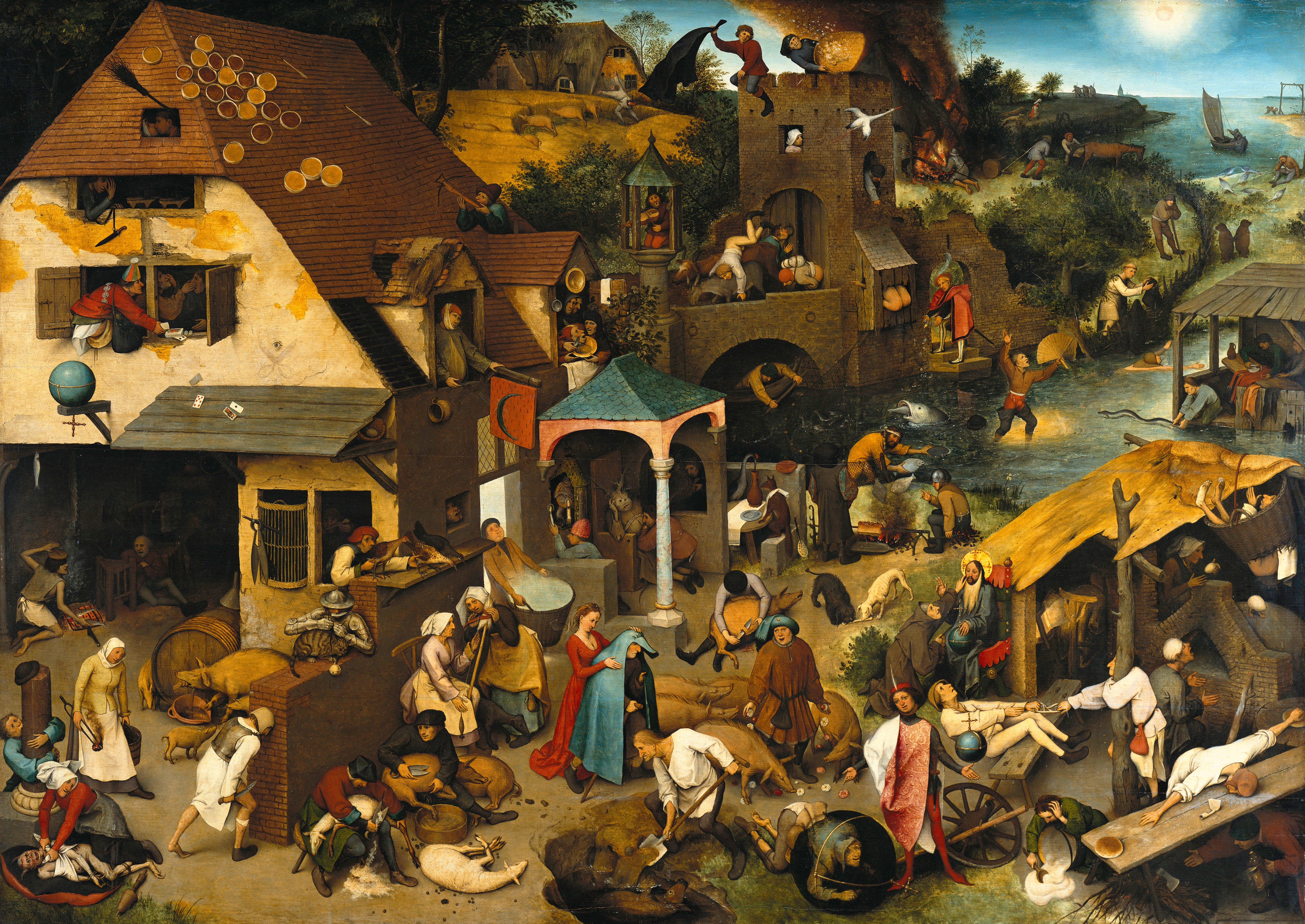
Фламандські Прислів'я

Фолькло́р (англ. folk-lore, букв. — народна мудрість; народне знання), або наро́дна тво́рчість — сукупність експресивної культури, спільної для певної групи людей, культури або субкультури. Фольклор включає в себе усні традиції, такі як казки, міфи, легенди, прислів'я, вірші, жарти та інші усні традиції. Фольклор також включає матеріальну культуру, таку як традиційні стилі будівництва, спільні для групи. Фольклор також охоплює звичаї, дії, пов'язані з народними віруваннями, а також форми та ритуали святкувань — Різдво, весілля, народні танці та обряди ініціації.
Кожен з цих елементів, окремо чи в поєднанні, вважається фольклорним артефактом або традиційним культурним виразом. Фольклор також охоплює передачу цих артефактів від одного регіону до іншого або від одного покоління до іншого, що так само важливо, як і його форма. Фольклор зазвичай не входить до формальної шкільної програми або програми вивчення образотворчого мистецтва. Натомість ці традиції неофіційно передаються від однієї людини до іншої — або через словесні інструкції, або через демонстрацію.
Усна народна творчість засобами мови зберегла знання про життя і природу, давні культи і вірування, а також відбиток світу думок, уявлень, почуттів і переживань, народно-поетичної фантазії, які відбиваються у тематиці декоративно-ужиткового мистецтва, наїву та ін.

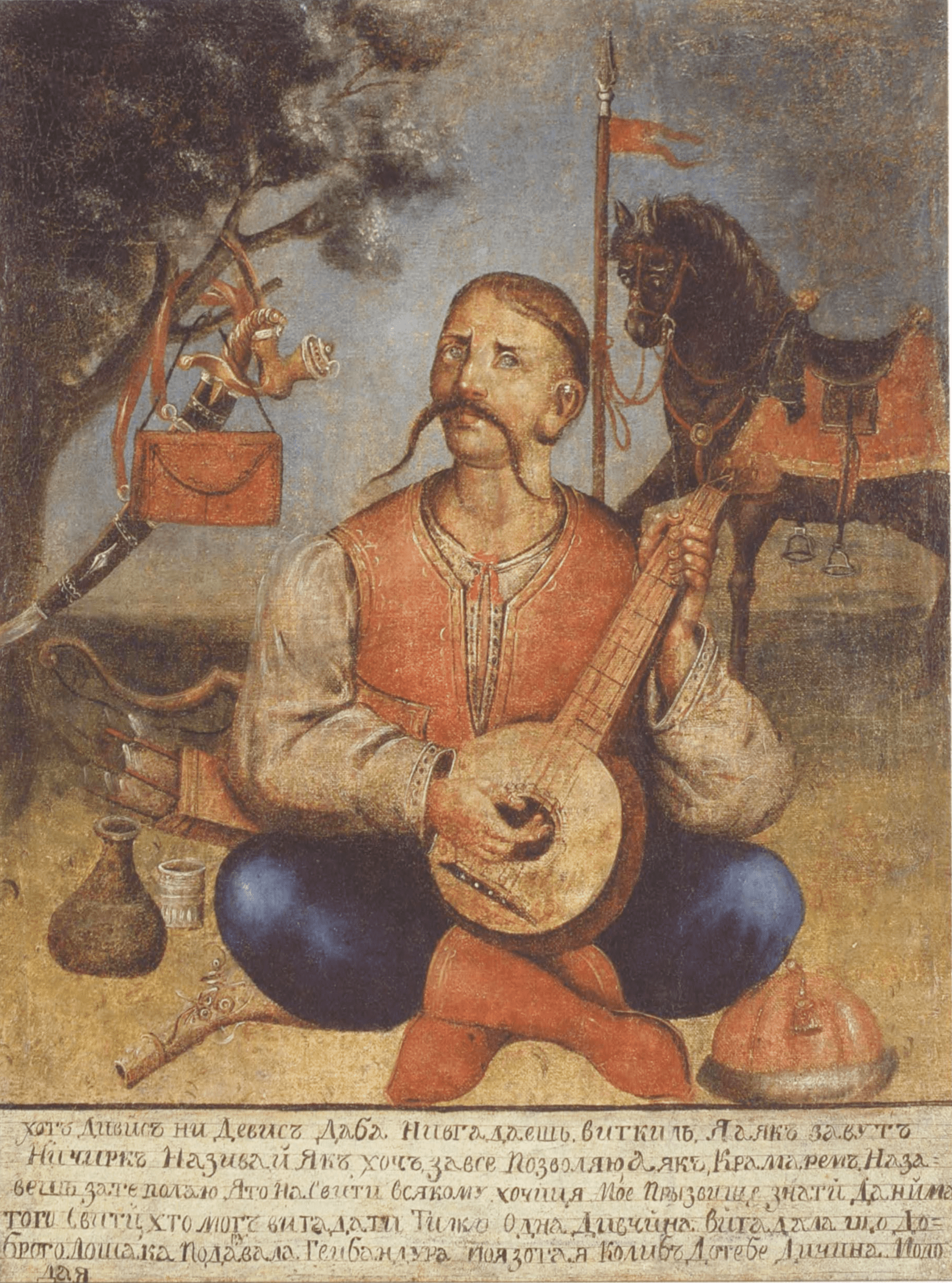
Один із найпоширеніших фольклорних героїв в Україні на картині «Козак Мамай», Музей Івана Гончара

Сюди належать різножанрові твори, що виникають в певному середовищі, передаються усно з давніх-давен, зазнаючи певних змін, мають ритуально-магічне, обрядове, естетичне, розважальне або/і виховне значення. Термін «фольклор» вперше використав 1846 року англійський археолог та письменник Вільям Томс.
Основні літературні жанри усного фольклору — перекази, пісні, казки, епос; музичні — пісні, інструментальні наспіви і п'єси; театральні — драми, сатиричні п'єси, театр ляльок; а також танці. Фольклор є історичною основою світової художньої культури, джерелом національних художніх традицій, а також виразником народної свідомості та ідентичності.
Академічне вивчення фольклору називається фольклористика, в Канаді та США його можна вивчати на бакалавраті, магістратурі та докторантурі.

## Огляд

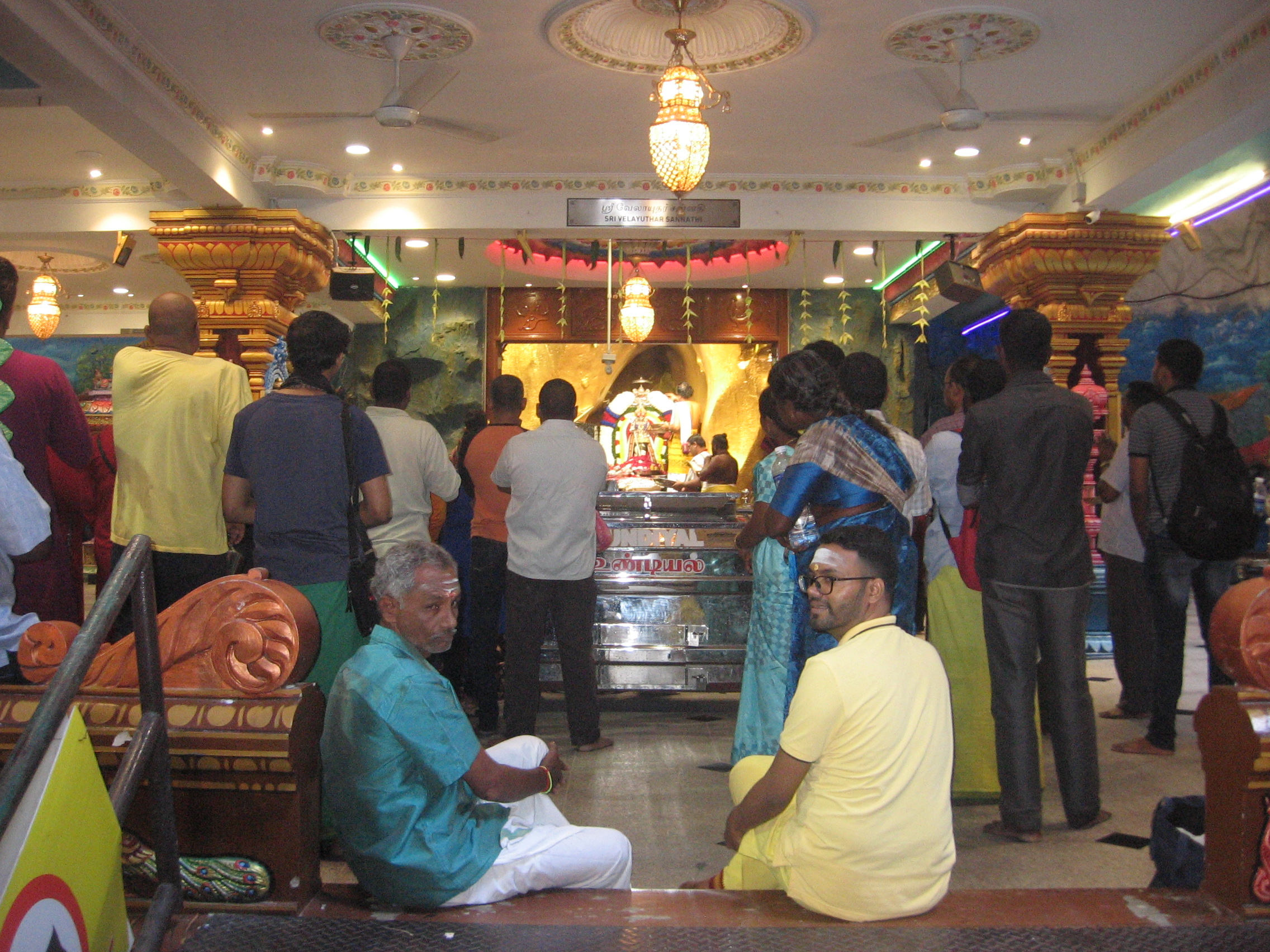
Індійське народне поклоніння в Печери Бату, Селангор, Малайзія

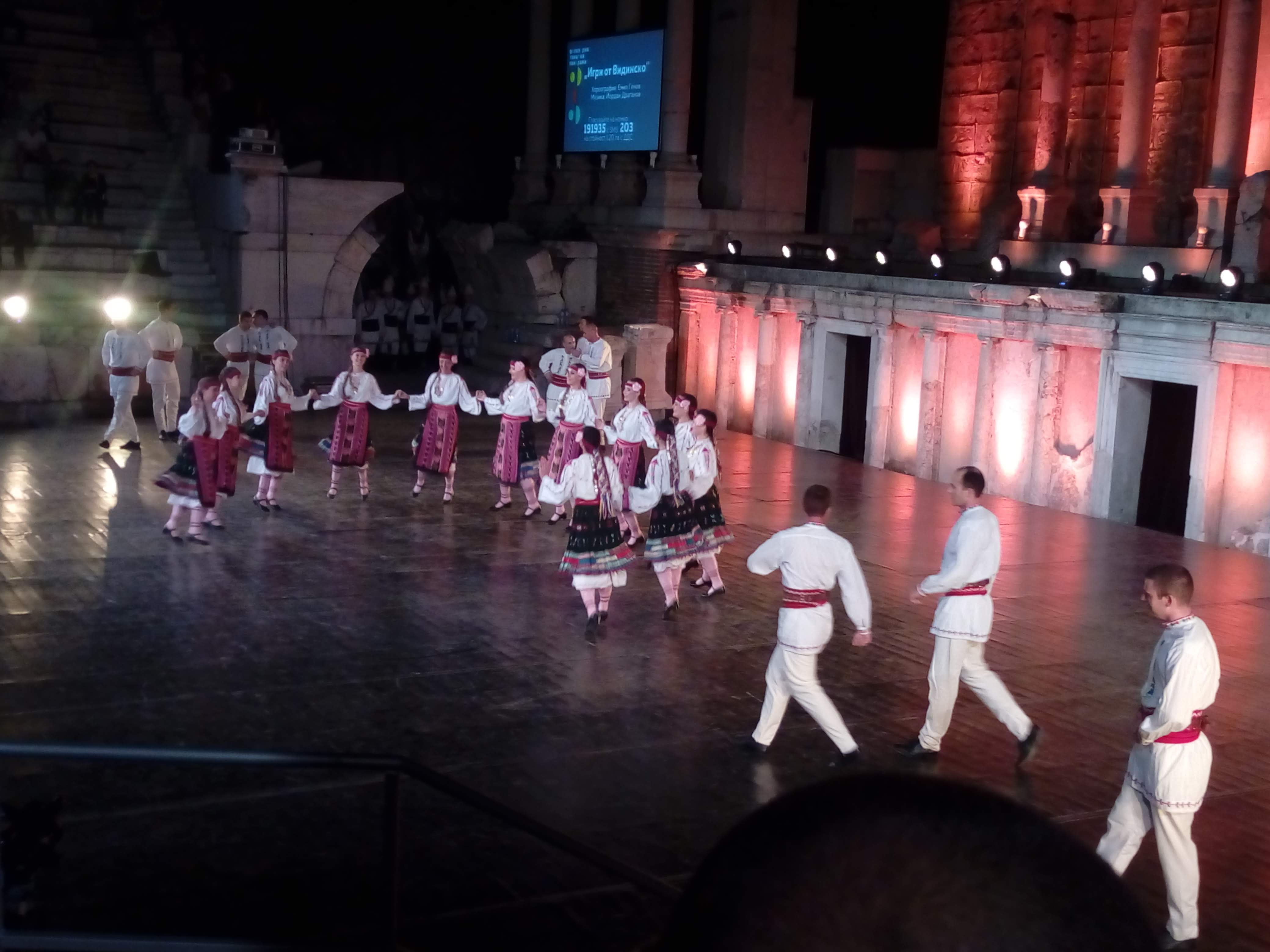
Народні танці, Пловдив, Болгарія

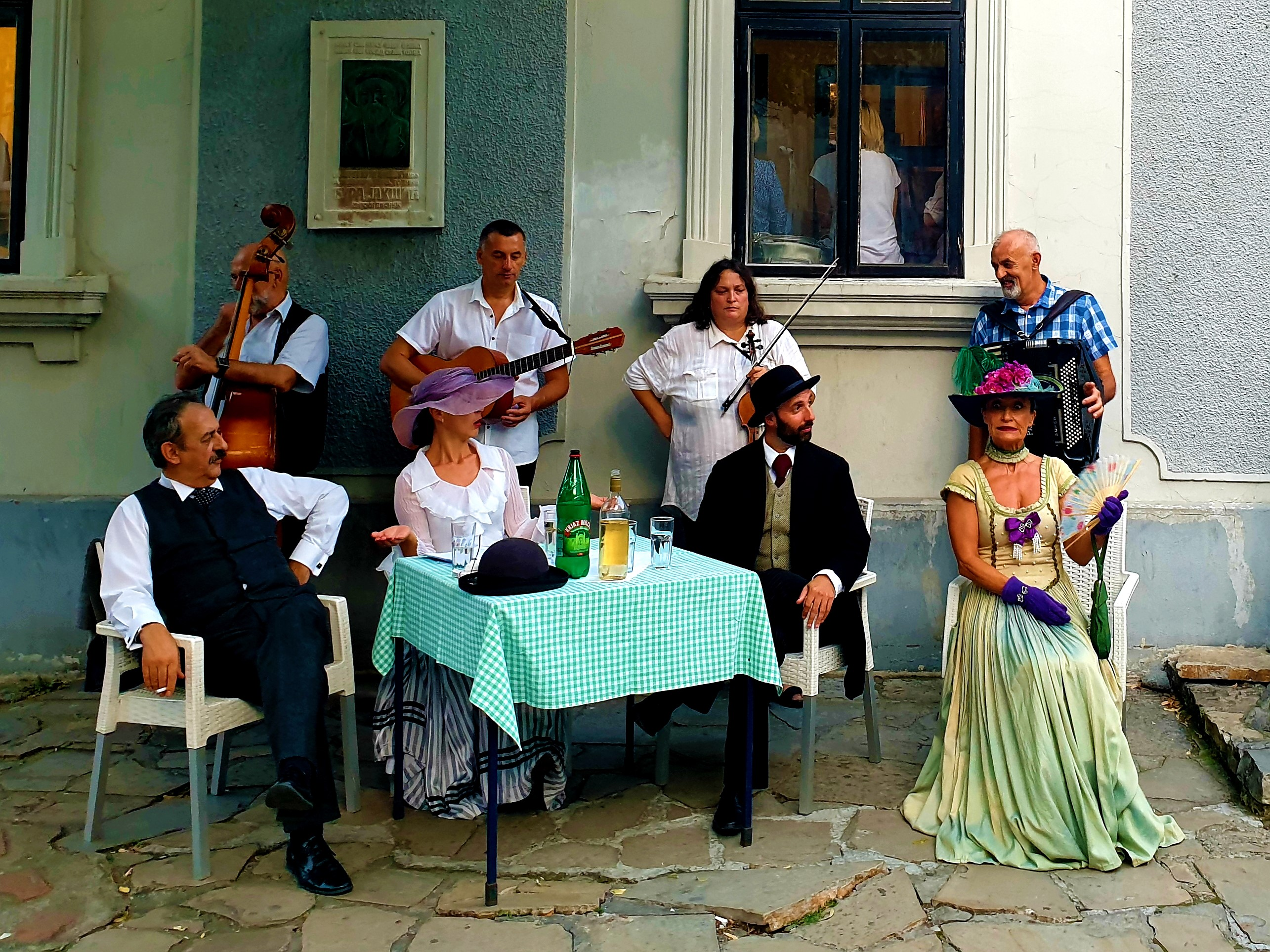
Сербська фольклорна група, музика та костюми. Група виконавців, які діляться традиційною сербською народною музикою на вулицях Белграда, Сербія.

Слово «фольклор» (англ. folklore), поєднання англ. folk (народний, традиційний) і англ. lore (сукупність традицій і знань, які зазвичай передаються від людини до людини з вуст в уста), було введено в 1846 році англійцем Вільямом Томсом, який винайшов цей термін як заміну термінології того часу «популярні старожитності» або «популярна література». Друга половина слова, англ. lore, походить від староанглійського lār (навчання, інструкції або знання). Це знання та традиції певної групи, які часто передаються з вуст в уста.
Поняття «фольк» з часом змінювалося. Коли Томс вперше ввів цей термін, «фольк» застосовувався лише до сільських, часто бідних і неписьменних селян. Сучасніше визначення «фольку» — це соціальна група, яка включає двох або більше людей зі спільними рисами, які виражають свою спільну ідентичність через відмінні традиції. «Фольк — це гнучке поняття, яке може позначати націю, як в американському фольклорі або окрему родину». Це розширене соціальне визначення «фольклору» підтримує ширший погляд на матеріал, тобто традиції, які вважаються «фольклорними артефактами». Тепер визначення включає усі «речі, які люди роблять за допомогою слів (вербальні знання), речі, які вони роблять своїми руками (матеріальні знання), і речі, які вони роблять своїми діями (звичайні знання)». Фольклор більше не вважається обмеженим тим, що є старим або застарілим. Ці народні артефакти продовжують передаватися неофіційно, як правило, анонімно і завжди в багатьох варіантах. Фольклорний колектив не є індивідуалістичним; він оснований на спільноті та плекає свої знання в громаді. «З появою нових груп створюється новий фольклор… серфінгісти, мотоциклісти, комп'ютерні програмісти». На відміну від елітарної культури, де будь-яка окрема робота названого митця захищена авторським правом, фольклор є функцією спільної ідентичності в рамках спільної соціальної групи.
Визначивши фольклорні артефакти, професійний фольклорист прагне зрозуміти важливість цих вірувань, звичаїв і предметів для групи, оскільки ці культурні одиниці не будуть передані, якщо вони не матимуть деякого постійного значення в групі. Це значення, однак, може змінюватися і трансформуватися; наприклад, святкування Хелловіну в 21-му столітті — це не вечір усіх святих Середньовіччя, Хелловін навіть породив власний набір міських легенд, незалежних від історичного свята; ритуали очищення ортодоксального юдаїзму спочатку сприяли здоров’ю людей у країні з невеликою кількістю води, але тепер ці звичаї означають для деяких людей визначення себе як ортодоксального єврея. Для порівняння, така звичайна дія, як чищення зубів, яка також передається всередині групи, залишається практичною проблемою гігієни та здоров'я і не піднімається до рівня традиції, що визначає групу. Традиція починається як запам'ятована поведінка; як тільки вона втрачає своє практичне призначення, не залишається причин для подальшої передачі, за винятком ситуації, коли поведінка набуває значення, що виходить за межі початкової практичності дії. Це значення лежить в основі фольклористики, вивчення фольклору.
Із зростанням теоретичної складності соціальних наук стало очевидним, що фольклор є природним і необхідним компонентом будь-якої соціальної групи; фольклор завжди нас оточує. Фольклор не обов'язково повинен бути старим або застарілим; він продовжує створюватися і передаватись, і в будь-якій групі фольклор використовують для розрізнення «нас» і «них».

## Зародження та розвиток фольклористики
Фольклор почав виділятися як автономна дисципліна в період романтичного націоналізму в Європі. Особливою фігурою в цьому розвитку був Йоганн-Готфрід Гердер, чиї твори 1770-х років представляли усні традиції як органічні процеси, пов'язані з місцевістю. Після того, як німецькі держави зазнали нападу наполеонівської Франції, підхід Гердера був прийнятий багатьма його співвітчизниками, які систематизували записані народні традиції та використовували їх у процесі побудови нації. Цей процес із ентузіазмом сприйняли менші країни, такі як Фінляндія, Естонія та Угорщина, які прагнули політичної незалежності від своїх домінуючих сусідів.
Фольклор, як галузь дослідження, набув подальшого розвитку серед європейських вчених 19 століття, які протиставляли традицію новому розвитку сучасності. Головним напрямком дослідження була усна народна творчість сільського селянського населення, яка розглядалася як залишки та пережитки минулого, що продовжували існувати в нижчих прошарках суспільства. «Казки» братів Грімм (вперше видані 1812 р.) — найвідоміша, але далеко не єдина збірка словесного фольклору європейського селянства того часу. Цей інтерес до історій, приказок і пісень зберігався протягом усього 19-го сторіччя і вивів на один рівень новонароджену дисципліну фольклористики з літературою та міфологією. На початку 20 століття кількість і складність фольклористичних досліджень і фольклористів зросла як в Європі, так і в Північній Америці. В той час як європейські фольклористи зосереджувалися на усному фольклорі однорідного селянського населення у своїх регіонах, американські фольклористи на чолі з Францом Боасом і Рут Бенедикт вирішили розглянути культуру корінних американців у своїх дослідженнях і включили сукупність їхніх звичаїв і вірувань як фольклор. Ця відмінність зблизила американську фольклористику з культурною антропологією та етнологією, оскільки вони використовують однакові методи збору даних у своїх польових дослідженнях. Цей розділений альянс фольклористики між гуманітарними науками в Європі та соціальними науками в Америці пропонує безліч теоретичних позицій та дослідницьких інструментів для галузі фольклористики в цілому, навіть якщо вона продовжує бути предметом дискусії в самій галузі.
Термін «фольклористика» разом із альтернативною назвою «вивчення фольклору» почали широко використовувати у 1950-х роках, щоб відрізнити академічне дослідження традиційної культури від самих фольклорних артефактів. Коли в січні 1976 року Конгрес США прийняв Закон про збереження американського фольклору (Public Law 94-201), що збіглося зі святкуванням Двохсотріччя Сполучених Штатів, фольклористика в Сполучених Штатах «досягла повноліття».
«…[Спосіб життя традиційної громади] означає традиційну експресивну культуру, спільну для різних груп у Сполучених Штатах: сімейну, етнічну, професійну, релігійну, регіональну; експресивна культура включає широкий спектр творчих і символічних форм, таких як звичаї, вірування, технічні навички, мова, література, мистецтво, архітектура, музика, ігри, танці, драма, ритуали, вистави, рукоділля; ці форми в основному засвоюються усно, шляхом наслідування або у виконанні, і, як правило, зберігаються без офіційного навчання чи інституційного керівництва.»
Доданий до великої низки інших законів, спрямованих на захист природної та культурної спадщини Сполучених Штатів, цей закон також знаменує зміну національного усвідомлення. Він підкреслює зростаючє розуміння того, що культурне розмаїття є національною силою та ресурсом, який варто захищати. Парадоксально, але це об'єднує, а не роз'єднує громадян країни. «Ми більше не розглядаємо культурні відмінності як проблему, яку потрібно вирішити, а як чудову можливість. У розмаїтті американського фольклору ми знаходимо ринок, що наповнений обміном традиційними формами та культурними ідеями, багатим ресурсом для американців». Це розмаїття щорічно відзначається на Смітсонівському фестивалі фольклору та багатьох інших фестивалях фольклору по всій країні.
Існує багато інших визначень. Згідно з основною статтею Вільяма Баскома на цю тему, існує «чотири функції фольклору»:
- Фольклор дозволяє людині уникати репресій, які накладає на неї суспільство.
- Фольклор підтримує культуру, виправдовуючи її ритуали та установи для тих, хто їх виконує та дотримується.
- Фольклор є педагогічним засобом, який зміцнює моральний дух і цінності, розвиває розум.
- Фольклор є засобом застосування соціального тиску та здійснення соціального контролю.

## Визначення терміна «фольк»

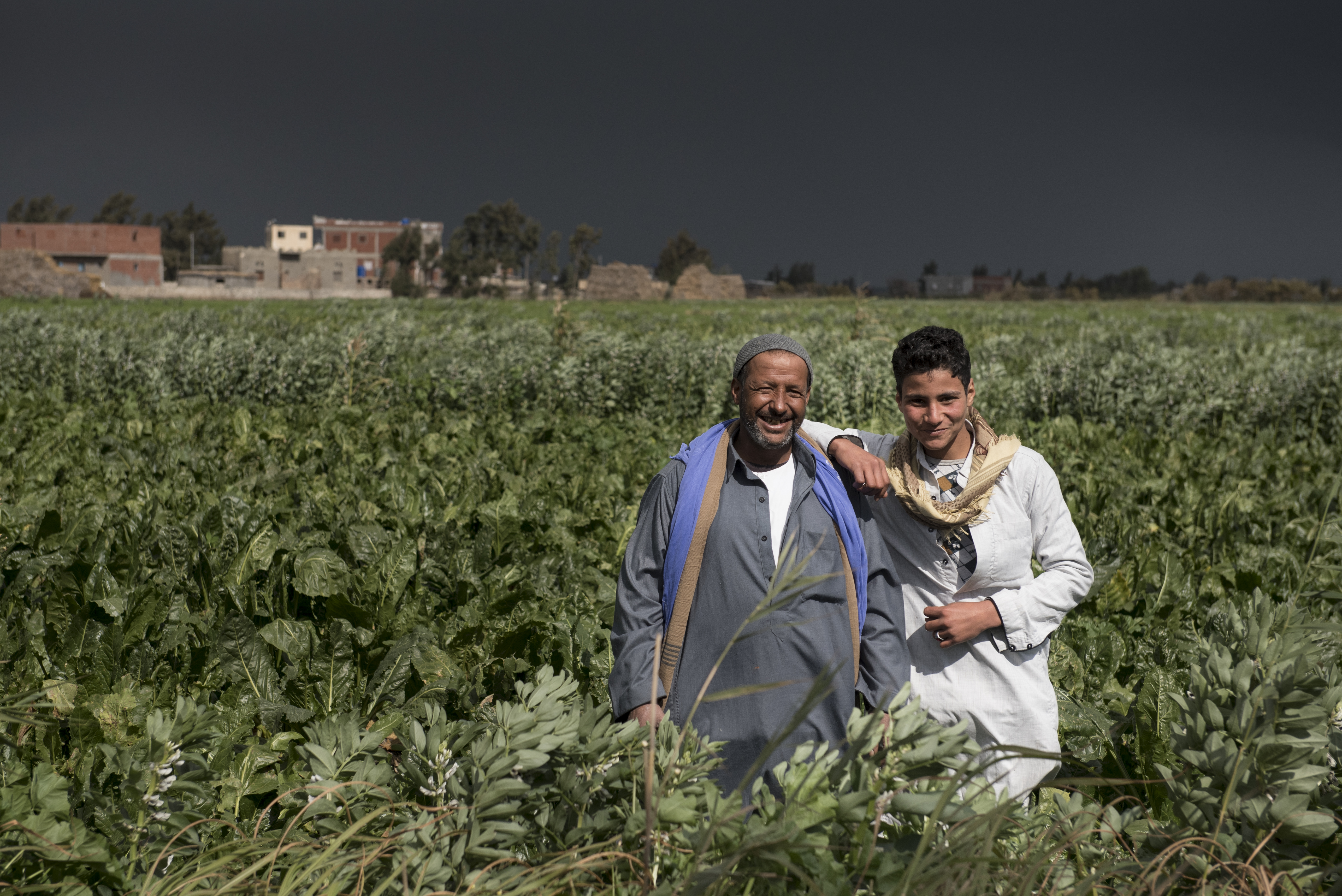
Друзі на фермі

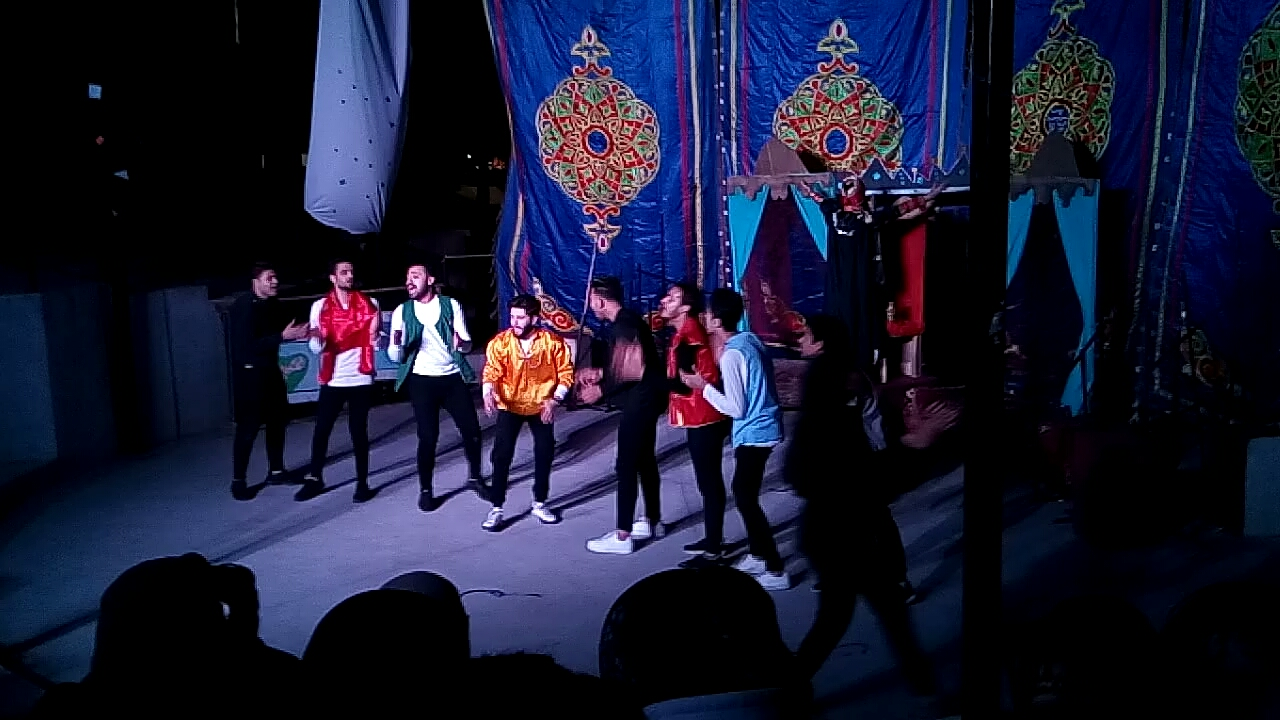
Фольклорний театр в Ель-Мансурі, Єгипет

Соціальна група «фольк» 19-го століття, визначена в оригінальному терміні «фольклор», вважалася сільською, неписьменною та бідною. Ця група складалася з селян, але міське населення до неї не входило. Лише наприкінці 19-го століття міський пролетаріат (на основі марксистської теорії) почав розглядатися як «фольк». Спільною рисою цього розширеного визначення була ідентифікація як нижчого класу суспільства.
Пізніше, у 20-му столітті, в комбінації з новими підходами у соціальних науках, фольклористи також переглянули та розширили своє визначення групи «фольк». У 1960-х роках стало зрозуміло, що соціальні групи, тобто фольклорні групи, оточують нас; кожен індивід має безлічі різних ідентичностей і супутніх їм соціальних груп. Першою групою, в якій кожен із нас народжується, є родина, і кожна родина має свій унікальний родинний фольклор. У міру того, як дитина росте як особистість, її ідентичність також зростає, включаючи вік, мову, етнічну приналежність, професію тощо. Кожна з цих когорт має свій власний фольклор, і, як зазначає один фольклорист, це «не пуста спекуляція… Десятиліття польових досліджень переконливо продемонстрували, що ці групи справді мають власний фольклор». У цьому сучасному розумінні фольклор є функцією спільної ідентичності всередині будь-якої соціальної групи.
Цей фольклор може включати жарти, приказки та очікувану поведінку в багатьох варіантах, які завжди передаються неформально. Здебільшого фольклор засвоюється через спостереження, наслідування, повторення або виправлення іншими членами групи. Ці неформальні знання використовуються для підтвердження та зміцнення ідентичності групи. Може використовуватися всередині групи, щоб виразити спільну ідентичність, наприклад, на церемонії ініціації нових членів. Може також використовуватись поза групою, щоб відрізнити її від сторонніх, прикладом може бути демонстрація народного танцю на громадському фестивалі. Для фольклористів важливо те, що існують два протилежні, але однаково корисні способи вивчення групи: можна почати з визначеної групи, щоб вивчити її фольклор, або можна ідентифікувати елементи фольклору та використовувати їх для ідентифікації соціальної групи.
Починаючи з 1960-х років, завдяки вивченню фольклору продовжується подальше розширення поняття «фольк». Окремі дослідники виділили фольклорні колективи, які раніше залишалися поза увагою та ігнорувалися. Один із яскравих прикладів цього можна знайти в номері Журналу американського фольклору, опублікованому в 1975 році, який присвячений виключно статтям про жіночий фольклор, з підходами, які не виходили з чоловічої точки зору. Інші групи, які були виділені як частина цього розширеного розуміння фольклорної групи, були нетрадиційними родинами, професійними групами та родинами, які займалися виробництвом народних виробів протягом кількох поколінь.
Фольклорист Річард Дорсон пояснив у 1976 році, що вивчення фольклору «пов'язане з вивченням традиційної культури, або неофіційної культури», тобто народної культури, «на відміну від елітарної культури, не для того, щоб довести тезу, а щоб дізнатися про частину [людства], яку не помічають звичайні дисципліни».

## Жанри фольклору

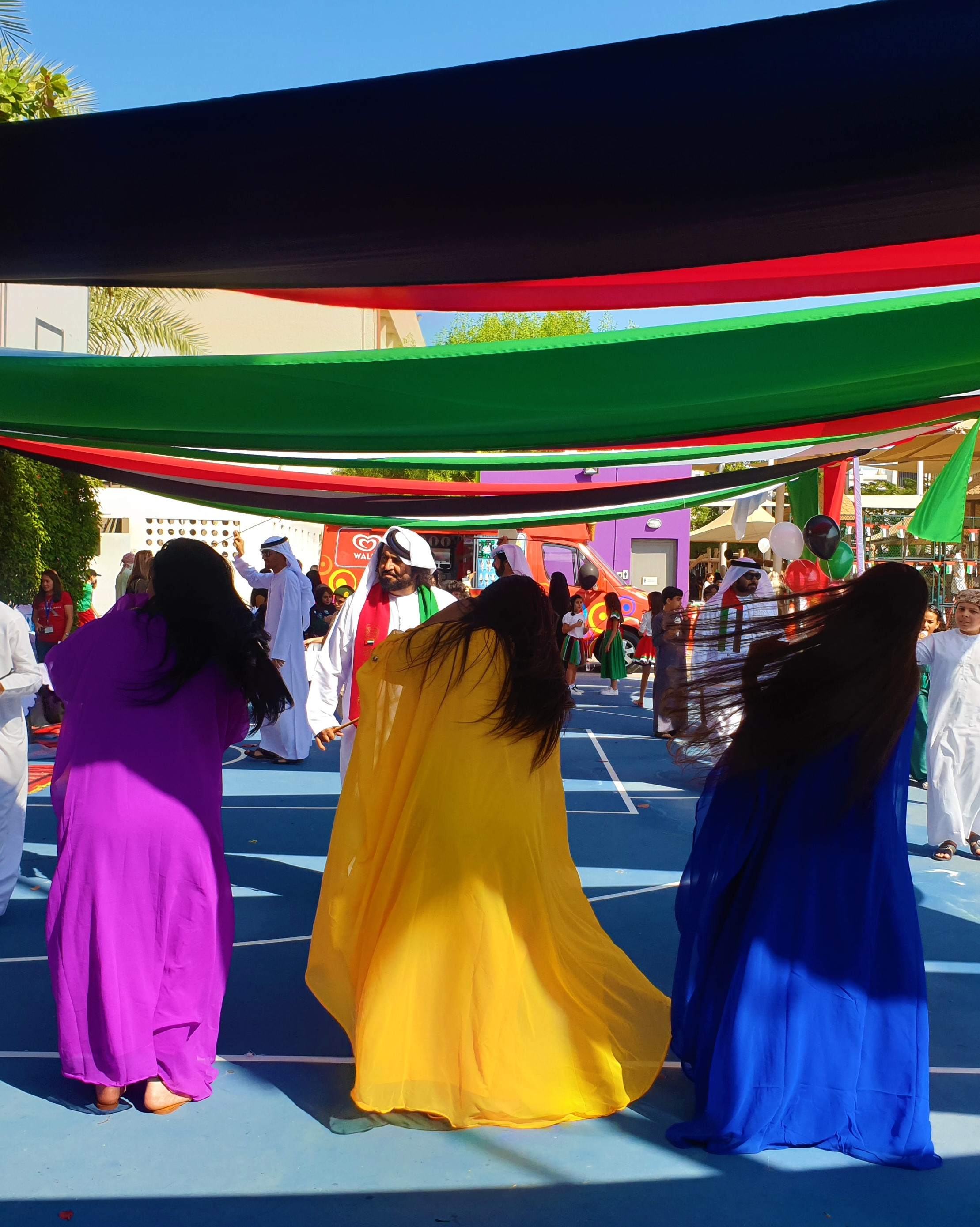
Традиційний народний танець Об'єднаних Арабських Еміратів, жінки в яскравому традиційному одязі закидають волосся набік.

Окремі фольклорні артефакти прийнято класифікувати за одним із трьох типів: матеріальні, словесні або звичаєві. Як випливає з назви, ці категорії включають фізичні об'єкти (матеріальний фольклор), загальні приказки, вислови, історії та пісні (вербальний фольклор), а також вірування та способи дій (звичаєвий фольклор). Існує також четвертий великий підтип, визначений для дитячого фольклору та ігор (англ. childlore), оскільки збір та інтерпретація цієї плідної теми характерна для шкільних подвір'їв і прилеглих вулиць. Кожен із цих жанрів та їх підвидів призначений для систематизації та категоризації фольклорних артефактів; вони забезпечують спільну лексику та послідовне маркування для спілкування фольклористів між собою.
Проте кожен артефакт унікальний; фактично однією з характеристик усіх фольклорних артефактів є їх відмінності в межах жанрів і типів. Це є прямою протилежністю виробництву промислових товарів, де метою виробництва є створення ідентичних продуктів, а будь-які відмінності вважаються помилками. Однак саме ця необхідна відмінність ускладнює ідентифікацію та класифікацію визначальних ознак. І хоча ця класифікація є важливою для предметної області фольклористики, вона залишається лише маркуванням і мало що додає до розуміння традиційного розвитку та значення самих артефактів.
Класифікація жанрів є необхідною, але вона вводить в оману через надмірне спрощення предметної області. Фольклорні артефакти ніколи не є самодостатніми чи ізольованими, вони є рисами саморепрезентації спільноти. Різні жанри часто поєднуються один з одним, щоб відзначити подію. Наприклад, святкування дня народження може включати пісню або типовий спосіб привітання іменинника (вербальний фольклор), вручення торта та загорнутих подарунків (матеріальний фольклор), а також звичаї вшановувати людину, такі як сидіння на чолі столу, і задування свічки з бажанням. На дні народження також можуть бути спеціальні ігри, в які зазвичай не грають в інший час. Інтерпретація ускладнюється тим, що день народження семирічної дитини не буде ідентичним святкуванню дня народження шестирічної дитини, навіть якщо вони дотримуються однієї моделі. Це пояснюється тим, що кожен артефакт втілює окрему версію вистави в даному часі та просторі. Завдання фольклориста полягає в тому, щоб у цьому надлишку змінних виявити постійні та виражені значення, які є спільними для усіх варіацій: шанування особи в колі родини та друзів, дарування, щоб виразити її цінність і цінність для групи, і, звичайно, святкова їжа та напої як символи події.

### Усна традиція

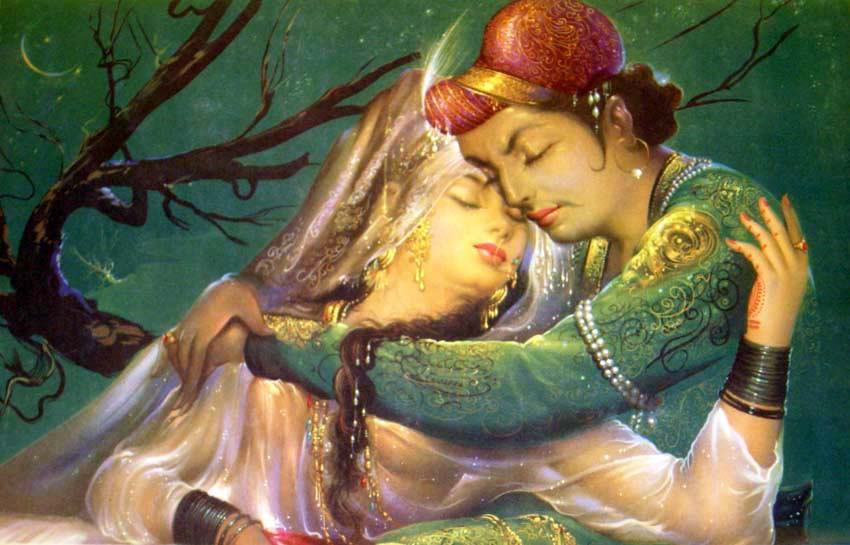
Історія Джаханґіра та Анаркалі є популярним фольклором на колишніх територіях імперії Великих Моголів.

Формальне визначення вербальних знань — це слова, як письмові, так і усні, які є «розмовними, співаними, озвученими формами традиційного висловлювання, які демонструють повторювані шаблони». Головним в цьому визначенні є повторювані шаблони. Вербальне знання — це не будь-яка розмова, а слова та фрази, що відповідають традиційній конфігурації, яку розпізнають як оратор, так і аудиторія. Це пояснюється тим, що наративні типи за визначенням мають узгоджену структуру та наслідують існуючу модель у своїй оповідній формі. Наприклад, англійська фраза «Слон заходить у бар…» миттєво позначає наступний текст як жарт. Це може бути жарт, який ви вже чули, але може також бути жарт, щойно придуманий у поточному контексті. Іншим прикладом є дитяча пісня «Old MacDonald Had a Farm», де кожне виконання відрізняється назвами тварин, їхнім порядком і звуками. Подібні пісні використовуються для вираження культурних цінностей (ферми важливі, фермери старі й загартовані) і для навчання дітей різноманітним видам одомашнених тварин.
Вербальний фольклор був оригінальним фольклором, який Вільям Томс визначив як давніші усні культурні традиції сільського населення. У своєму зверненні про допомогу в документуванні старожитностей, опублікованому в 1846 році, Томс закликав учених з усього європейського континенту збирати артефакти усної історії. На початок 20 століття ці колекції включали артефакти з усього світу за кілька століть. Виникла потреба в системі їх організації та класифікації. Антті Аарне опублікував першу систему класифікації народних казок у 1910 році. Пізніше Стіт Томпсон розширив її до системи класифікації Арне-Томпсона, яка залишається стандартною системою класифікації європейських народних казок та інших типів усної літератури. Оскільки кількість класифікованих усних артефактів зростала, схожість була відзначена в предметах, які були зібрані з дуже різних географічних регіонів, етнічних груп та епох, що дало початок історико-географічному методу, методології, яка домінувала у фольклористиці в першій половині 20-го століття.
Коли Вільям Томс вперше опублікував свій заклик документувати вербальні знання сільського населення, вважалося, що ці народні артефакти вимруть, коли населення стане грамотним. За останні два століття виявилося, що це переконання хибне; фольклористи продовжують збирати словесні знання в письмовій і усній формі від усіх соціальних груп. Деякі варіанти могли бути зафіксовані в опублікованих збірках, але багато з них все ще передається усно і справді продовжує створюватися в нових формах і варіантах із дивовижною швидкістю.
Нижче наведено невелику вибірку типів і прикладів словесних знань.
- Алоха
- Балада
- Благословення
- Блюграс
- Наспіви[en]
- Заклинання
- Попелюшка
- Кантрі
- Ковбойська поезія[en]
- Історії про створення всесвіту
- Прокляття
- Англійські порівняння
- Епос
- Байка
- Казка
- Народне вірування[en]
- Народна етимологія
- Народні метафори
- Народна поезія
- Національна музика
- Національна музика
- Народний говір
- Народні казки усної традиції
- Привидлор
- Вітання
- Заклик свиней[en]
- Образа
- Жарт
- Голосіння
- Написи у туалеті[en]
- Легенда
- Лімерик
- Колискова пісня
- Міф
- Присяга
- Прощальна фраза[en]
- Псевдофольклор
- Походження назви місцевості[en]
- Молитви перед сном
- Прислів'я
- Дотепні відповіді
- Загадка
- Просмаження
- Сага
- Морські шанті
- Вуличні торговці[en]
- Забобон
- Небилиця
- Кепкування[en]
- Тост
- Скоромовка
- Міська легенда
- Гра в слова[en]
- Йодль

### Матеріальна культура

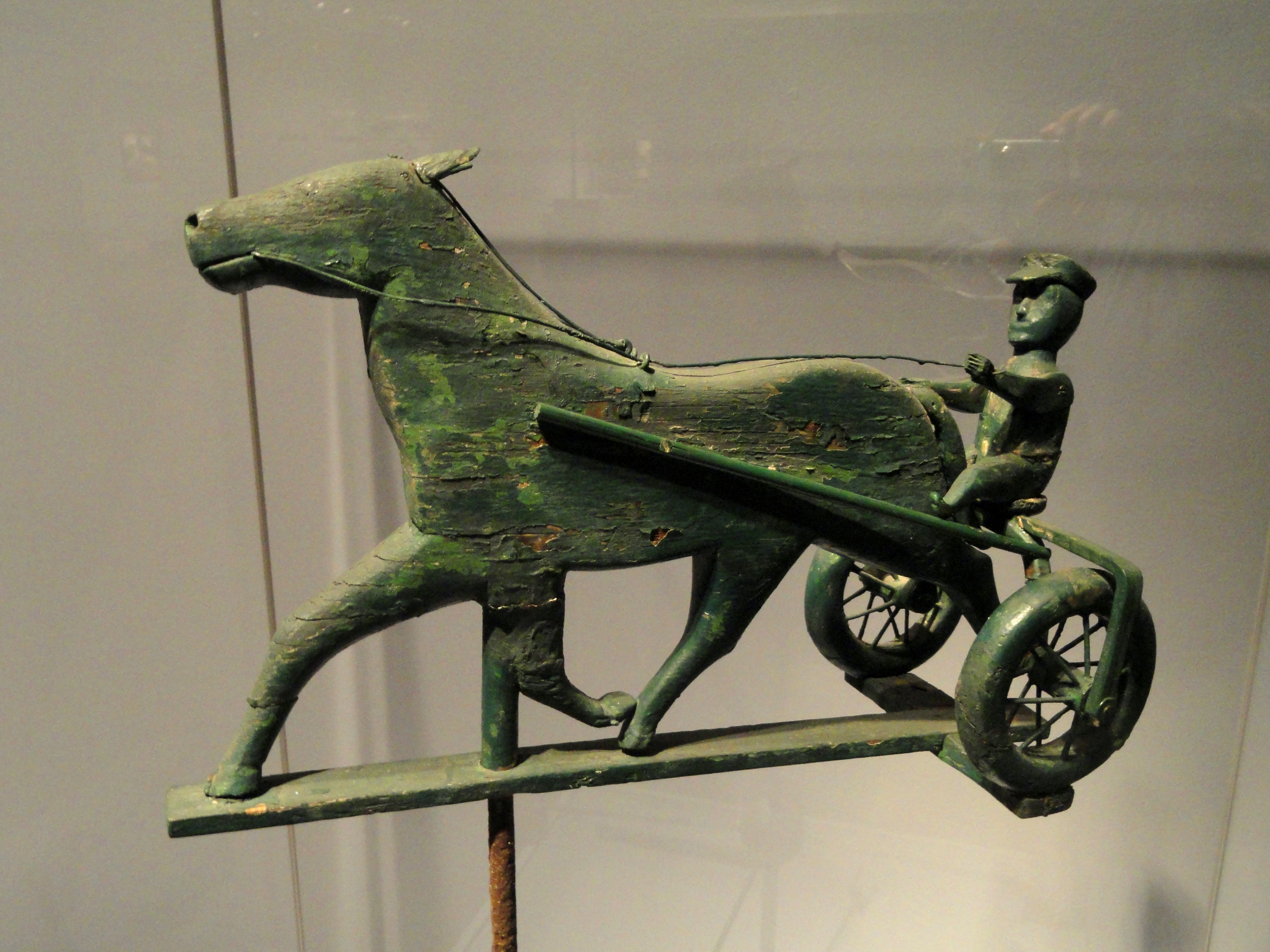
Флюгер з конем і гойдалкою, Смітсонівський музей американського мистецтва

Жанр матеріальної культури включає всі артефакти, яких можна торкатися, тримати в руках, використовувати як житло або споживати в їжу. Це матеріальні об'єкти, які мають фізичне або духовне значення, призначені для постійного використання або для використання під час чергового приймання їжі. Більшість із цих фольклорних артефактів є окремими предметами, створеними вручну з певною метою; однак фольклорні артефакти також можна виробляти масово, наприклад, дрейдли чи різдвяні прикраси. Ці предмети продовжують вважатися фольклором через їхню довгу (доіндустріальну) історію та загальне використання. Усі ці матеріальні об'єкти «існували до механізованої промисловості та продовжують існувати разом із нею. … [Вони] передаються через покоління та підпорядковуються тим самим силам консервативної традиції та індивідуальних варіацій», які можна знайти в усіх народних артефактах. Фольклористів цікавить фізична форма, спосіб виготовлення чи будування, спосіб використання, а також заготівля сировини. Значення є важливим для тих, хто створює та використовує ці об'єкти. Першочергове значення в цих дослідженнях має складний баланс безперервності та змін як у їх дизайні, так і в їхньому оздобленні.
У Європі до промислової революції, все робилося вручну. У той час як деякі фольклористи 19-го століття хотіли зберегти усні традиції сільських мешканців до того, як населення стане грамотним, інші фольклористи прагнули ідентифікувати предмети ручної роботи до того, як процеси їх виробництва могли бути втрачені з розвитком промислового виробництва. Подібно до того, як словесні знання продовжують активно створюватися та передаватись у сучасній культурі, так і ці вироби ручної роботи все ще можна знайти навколо нас, можливо, з новою метою та значенням. Існує багато причин, щоб продовжувати виготовляти вручну предмети для користування, наприклад, ці навички можуть знадобитися для ремонту промислових виробів або може знадобитися унікальний дизайн, якого немає (або неможливо знайти) в магазинах. Багато ремесел вважаються простим обслуговуванням будинку, наприклад, приготування їжі, шиття та столярство. Для багатьох людей рукоділля стало також приємним хобі, яке приносить задоволення. Об'єкти ручної роботи часто вважаються престижними, на їх створення витрачається додатковий час і роздуми, також цінується їх унікальність. Для фольклориста ці предмети ручної роботи втілюють багатогранний зв'язок у житті ремісників і споживачів, концепцію, яка була втрачена з масовим виробництвом предметів, які не мали зв'язку з окремим майстром.
Багато традиційних ремесел, таких як обробка заліза та виготовлення скла, було піднесено до статусу образотворчого або прикладного мистецтва та викладається в художніх школах; інші ремесла були перепрофільовані як народне мистецтво, охарактеризоване як предмети, декоративна форма яких витісняє утилітарні потреби. Народне мистецтво можна знайти в шестигранних знаках на голландських стайнях у Пенсільванії, олов'яних скульптурах людей, зроблених майстрами-металістами, різдвяних виставках перед будинками, прикрашених шкільних шафках, різьблених ложах і татуюваннях. «Для опису цих об'єктів використовуються такі слова, як «наївний», «самоучка» та «індивідуалістичний», і цим підкреслено виняткова, а не репрезентативна творчість». Це відрізняється від розуміння фольклорних артефактів, які плекаються та передаються в межах спільноти.
Багато об'єктів матеріального фольклору складно класифікувати, архівувати та зберігати. Завданням музеїв є збереження та використання цих громіздких артефактів матеріальної культури. З цією метою в Скандинавії наприкінці 19 століття розвинулася концепція музею живої історії. Ці музеї під відкритим небом не лише демонструють артефакти, але й навчають відвідувачів, як ці об'єкти використовувалися; актори відтворюють повсякденне життя людей із усіх верств суспільства, значною мірою спираючись на матеріальні артефакти доіндустріального суспільства. Багато місць навіть відтворюють процес створення об'єктів, таким чином створюючи нові об'єкти більш ранішого історичного періоду. Зараз живі музеї можна знайти по всьому світу як частину успішної індустрії історичного туризму.
Цей перелік являє собою лише невелику вибірку предметів і навичок, які входять до вивчення матеріальної культури.
- Книга з автографами[en]
- Бунад
- Вишивання
- Народне мистецтво[en]
- Народний костюм[en]
- Ліки народної медицини[en]
- Рецепти і презентація страв
- Харчові звички та кулінарні прийоми[en]
- Поширені ремесла
- Іграшки ручної роботи[en]
- Стоги сіна
- Шістнадцятковий знак[en]
- Декоративне залізоробство[en]
- Гончарство
- Підбивання
- Різьблення по каменю
- Тіпі
- Традиційні огорожі
- Народна архітектура
- Флюгер
- Деревообробка

### Звичаї
Звичаєва культура — це дія на основі спогадів, тобто відтворення. Це шаблони очікуваної поведінки в групі, «традиційний і очікуваний спосіб дій». Звичаєм може бути окремий жест, наприклад великий палець донизу або рукостискання. Це також може бути складна взаємодія багатьох народних звичаїв та артефактів, як це видно на святкуванні дня народження дитини, включаючи словесні звичаї (пісня «Happy Birthday to You»), матеріальні звичаї (подарунки та іменинний торт), спеціальні ігри (гарячі стільці) та індивідуальні звичаї (загадування бажання, задування свічки). Кожен із них є самостійним фольклорним артефактом, потенційно вартим дослідження та культурологічного аналізу. Вони об'єднуються, щоб створити звичай святкування дня народження, сценарій, що поєднує багато артефактів, які мають значення для їхньої соціальної групи.

Санта-Клаус дарує подарунки дітям, звичайна народна практика, пов'язана з Різдвом у західних країнах

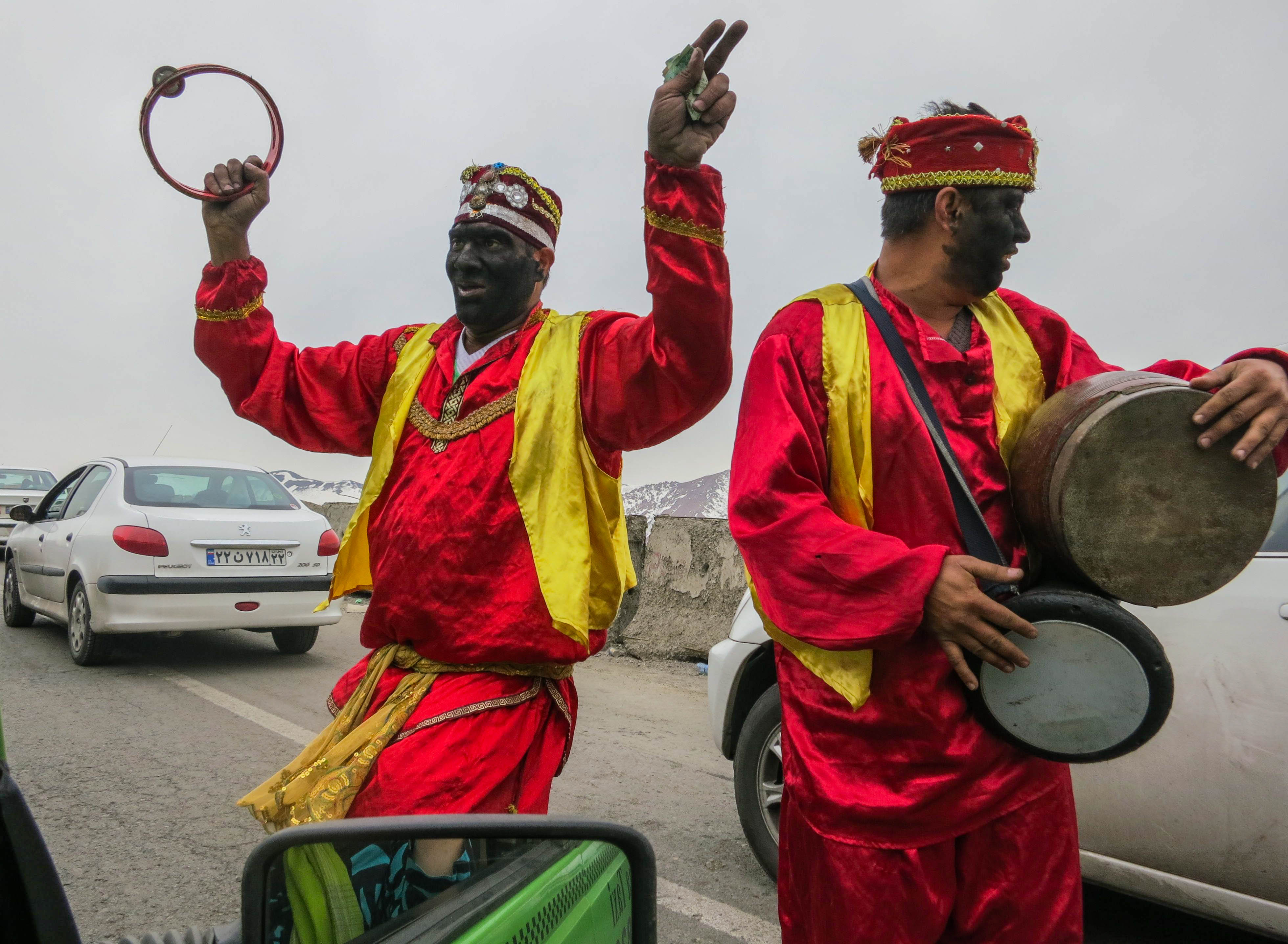
Хаджі Фіруз — вигаданий персонаж іранського фольклору, який з’являється на вулицях на початку Наврезу, танцює вулицями, співаючи та граючи на бубні.

Фольклористи поділяють звичаї на кілька різних категорій. Звичаєм може бути сезонне святкування, наприклад День подяки або Новий рік. Це може бути святкування події життя окремої людини, наприклад хрещення, день народження чи весілля. Звичай також може відзначати громадське свято чи подію; прикладами цього є Карнавал у Кельні або Марді Гра в Новому Орлеані. Ця категорія також включає Смітсонівський фестиваль фольклору, який відзначається кожного літа в Національній алеї у Вашингтоні, округ Колумбія. До четвертої категорії належать звичаї, пов'язані з народними віруваннями. Ходити під драбиною — лише одина із багатьох прикмет, які вважаються нещасливими. Професійні групи, як правило, мають багату історію звичаїв, пов'язаних з їхнім життям і роботою, наприклад, традиції моряків або лісорубів. Сфера церковного фольклору, яка включає способи поклоніння, не санкціоновані встановленою церквою має тенденцію бути настільки великою та складною, що зазвичай розглядається як спеціалізована область народних звичаїв; для правильного тлумачення народних звичаїв і вірувань, що виникли в офіційній церковній практиці, необхідні глибокі знання стандартної церковної обрядовості.
Звичаєвий фольклор — це завжди вистава, чи то окремий жест, чи комплекс звичаїв за сценарієм, і участь у звичаї як виконавця, так і глядача означає визнання цієї соціальної групи. Інколи звичаєва поведінка призначена для використання та розуміння лише в самій групі, прикладами є використання ханкі-кода в гей-спільноті та ритуали ініціації масонів. Інші звичаї розроблені спеціально для представлення соціальної групи стороннім людям, тим, хто до цієї групи не належить. Парад до Дня Святого Патріка в Нью-Йорку та в інших громадах по всьому континенту є одним з прикладів того, як етнічна група демонструє свою відокремленість (характерну поведінку) і заохочує усіх американців демонструвати спорідненість із цією барвистою етнічною групою.
Ці фестивалі та паради з цільовою аудиторією, яка не належать до соціальної групи, перетинаються з інтересами та місією громадських фольклористів, які займаються документуванням, збереженням та презентацією традиційних форм народного життя. Зі зростанням інтересу до народних традицій ці громадські свята стають все більш численними в усьому західному світі. Імовірно, демонструючи різноманітність своєї спільноти, економічні групи виявили, що ці народні паради та фестивалі корисні для бізнесу. Різні люди приєднуються до святкування на вулицях, споживають їжу, вживають напої і витрачають гроші. Це залучає підтримку місцевих вуличних фестивалів не лише з боку бізнес-спільноти, а й з боку федеральних та регіональних організацій. Як це не парадоксально, демонструючи різноманітність у суспільстві, ці події засвідчують існування справжньої спільноти, де інтереси бізнесу об'єднуються з різноманітними (народними) соціальними групами для просування інтересів спільноти в цілому.
Нижче наведено невелику добірку типів і прикладів звичаєвого фольклору.
- Аміші
- Побудова амабру[en]
- День народження
- Кекуок
- Котяча колиска[en]
- Чахаршанбе-Сурі
- Різдво
- Схрещені пальці[en]
- Народний танець
- Народна драма[en]
- Народна медицина
- Середній палець (жест)
- Хелловін
- Кінь у капюшоні[en]
- Жести[en]
- День Бабака
- Креольський народ Луїзіани[en]
- Мім
- Корінні гавайці[en]
- Дошка віджа
- Пау-вау
- Розіграш
- Іваньдан
- Шейкери[en]
- Символ
- День подяки
- Великий палець донизу[en]
- Випрошування солодощів
- Йо-йо

### Дитячий фольклор та ігри

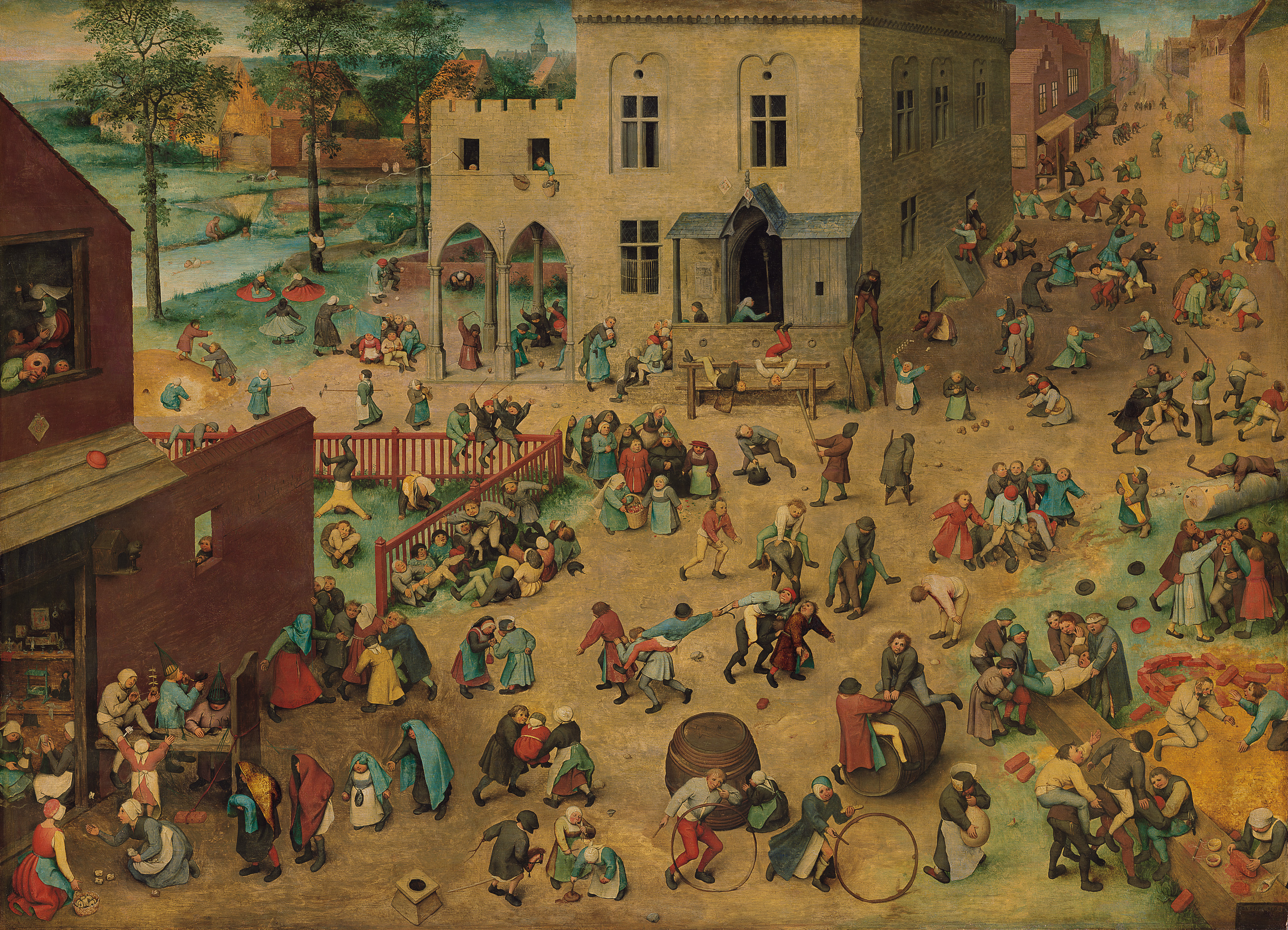
Дитячі ігри Пітера Брейгеля Старшого, 1560 р.; у нижньому правому куті картини зображено п'ятеро хлопчиків, які грають у гру Бак бак.

Дитячий фольклор — це окрема галузь фольклору, яка відноситься до діяльності, яку діти передають іншим дітям без впливу та контролю дорослих. Дитячий фольклор містить твори всіх загальноприйнятих фольклорних жанрів словесного, матеріального і звичаєвого характеру; однак тим, що відрізняє ці артефакти, є їх передача від дитини до дитини. Бо дитинство — це соціальна група, де діти навчають, вивчають і діляться власними традиціями, процвітаючи у вуличній культурі поза полем зору дорослих. Вулиця — це також найкраще місце для збору дитячого фольклору, як показали Айона та Пітер Опі у своїй новаторській книзі Дитячі ігри на вулиці та на ігровому майданчику. Тут соціальна група дітей вивчається окремо, а не як похідна від дорослих соціальних груп. Показано, що дитяча культура досить своєрідна; її, як правило, не помічає витончений світ дорослих і так само мало на неї впливає.
Особливий інтерес для фольклористів тут викликає спосіб передачі цих артефактів; це знання циркулює виключно в неформальній дописьменній дитячій мережі чи фольклорній групі. Сюди не входять артефакти, яким дітей навчають дорослі. Проте діти можуть взяти те, чому навчилися, і навчити цьому інших дітей, перетворюючи це на дитячий фольклор. Або вони можуть взяти артефакти і перетворити їх на щось інше; тому, наприклад, пісня «Old MacDonald Had a Farm» може перетворитися з звуків тварин на скатологічну версію тваринних екскрементів. Цей дитячий фольклор характеризується «відсутністю залежності від літературної та усталеної форми. Діти… діють між собою у світі неформального та усного спілкування, без необхідності зберігати та передавати інформацію письмовими засобами». Дитячий фольклор дає змогу фольклористам найближче підійти до розуміння передачі та соціальної функції фольклору до поширення писемності в 19 столітті.
Як ми це вже бачили в інших жанрах, перші збірки дитячого фольклору та ігор у 19 столітті були обумовлені побоюваннями, що культура дитинства вимре. Ранні фольклористи, серед яких Аліса Гомме у Британії та Вільям Уеллс Ньюелл у Сполучених Штатах, відчули потребу задокументувати неструктуроване та неконтрольоване вуличне життя та діяльність дітей, перш ніж воно буде втрачено. Ці побоювання виявилися безпідставним. Порівнюючи будь-який сучасний шкільний ігровий майданчик під час перерви та картину «Дитячі ігри» Пітера Брейгеля Старшого, ми бачимо, що рівень активності подібний, і багато ігор із картини 1560 року впізнавані та порівнюються з сучасними варіантами, в які діти грають сьогодні.
Ці самі артефакти дитячого фольклору, у незліченних варіаціях, також продовжують виконувати ту саму функцію навчання та відпрацювання навичок, необхідних для зростання. Таким чином, ритми та віршики підстрибування та коливання сприяють розвитку балансу та координації у немовлят та дітей. Словесні віршики, такі як Пітер Пайпер зібрав... служать для підвищення як мовної, так і слухової гостроти дітей. Пісні та співи, які впливають на іншу частину мозку, використовуються для запам'ятовування послідовностей (Пісня про абетку). Вони також забезпечують необхідний ритм для складних фізичних ритмів і рухів, будь то плескання в долоні, стрибки на скакалці або стукання м'ячем об підлогу. Крім того, багато фізичних ігор використовуються для розвитку сили, координації та витривалості гравців. У деяких командних іграх переговори про правила можуть тривати довше, ніж сама гра, оскільки при цьому виробляються соціальні навички. Незважаючи на те, що нейронаука, яка лежить в основі функції розвитку дитячого фольклору, тільки починає свій розвиток, самі артефакти використовувались протягом століть.
Нижче наведено лише невелику вибірку типів і прикладів дитячого фольклору та ігор.
- Бак бак[en]
- Вірші лічилки[en]
- Колискові вірші[en]
- Вірші про пальчики[en]
- Лічилки
- Дрейдл
- Eeny, meeny, miny, moe[en]
- Гра
- Список дитячих ігор
- London Bridge Is Falling Down[en]
- Колискова пісня
- Дитячий вірш[en]
- Пісні на дитячому майданчику[en]
- Рими про стукання м'яча[en]
- Рима
- Загадка
- Ring a Ring o Roses[en]
- Віршик зі скакалкою[en]
- Стікбол[en]
- Вулична гра

### Народна історія
Ідея розглядати народну історію як окрему підкатегорію фольклору привернула увагу таких фольклористів, як Річард Дорсон, і на користь такого підходу були висунуті вагомі аргументи. Ця галузь дослідження представлена в The Folklore Historian, щорічному журналі, що спонсорується відділом історії та фольклору Американського фольклорного товариства і займається дослідженнями зв'язків фольклору з історією, а також історією фольклористики.

## Роди та жанри народних оповідей
Традиційно виділяють 4 типи народних оповідей:
- Народний епос — розповідні фольклорні твори, до яких належать:
  - Загадки
  - Прислів'я та приказки
  - Анекдоти
  - Казки
  - Легенди
  - Перекази
  - Байки
  - Притчі
  - Народні казки

- Народна лірика — поетичні фольклорні твори, у яких життя зображується через відтворення думок, почуттів і хвилювань героїв.
  - Трудові пісні
  - Календарно-обрядові пісні — веснянки, русальні, купальські, жниварські пісні, колядки, щедрівки
  - Родинно-побутові пісні — колискові, весільні, танцювальні, жартівливі пісні, пісні-голосіння
  - Соціально-побутові пісні — козацькі, кріпацькі, чумацькі, рекрутські (солдатські), бурлацькі (наймитські), стрілецькі пісні

- Народна драма — фольклорні твори, в основі яких лежить конфлікт, а сюжет розгортається через поєднання словесних, музичних і сценічних засобів (пісні-ігри «Просо», «Мак», «Коза», «Меланка», «Дід», «Явтух», «Подоляночка» тощо, а також вертеп, весілля).

- Народний ліро-епос — фольклорні твори, що містять ознаки як народного епосу, так і народної лірики.
  - Думи
  - Балади
  - Історичні пісні

## Контекст фольклорного виконавства

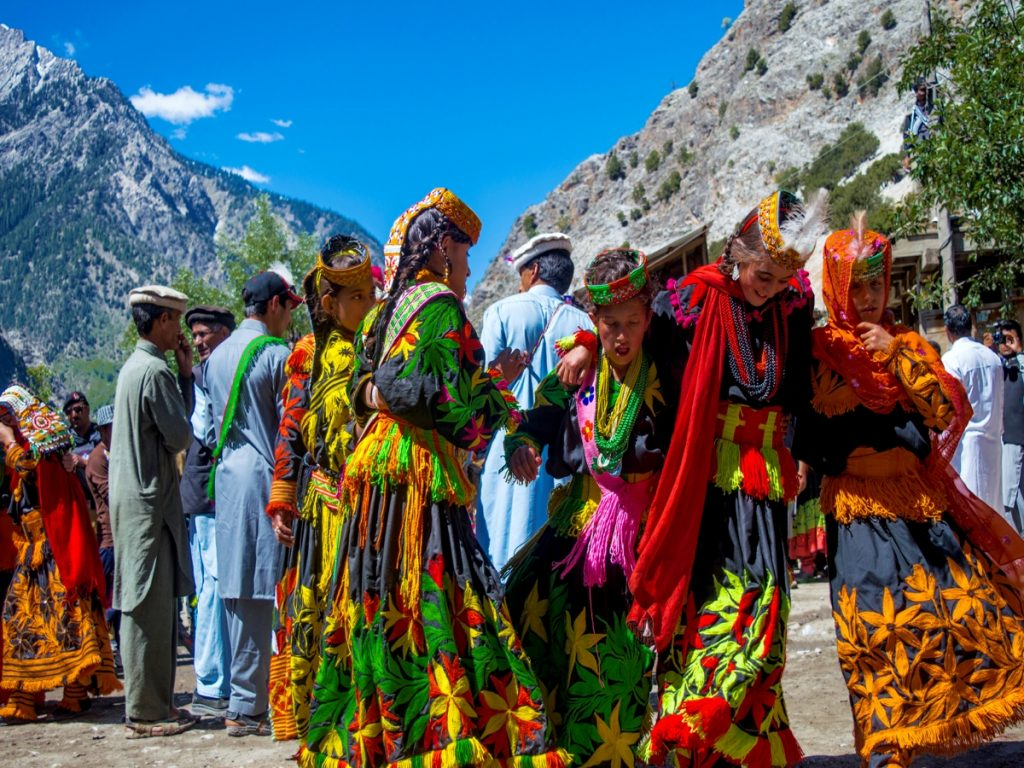
Народний танець-калаш в Пакистані

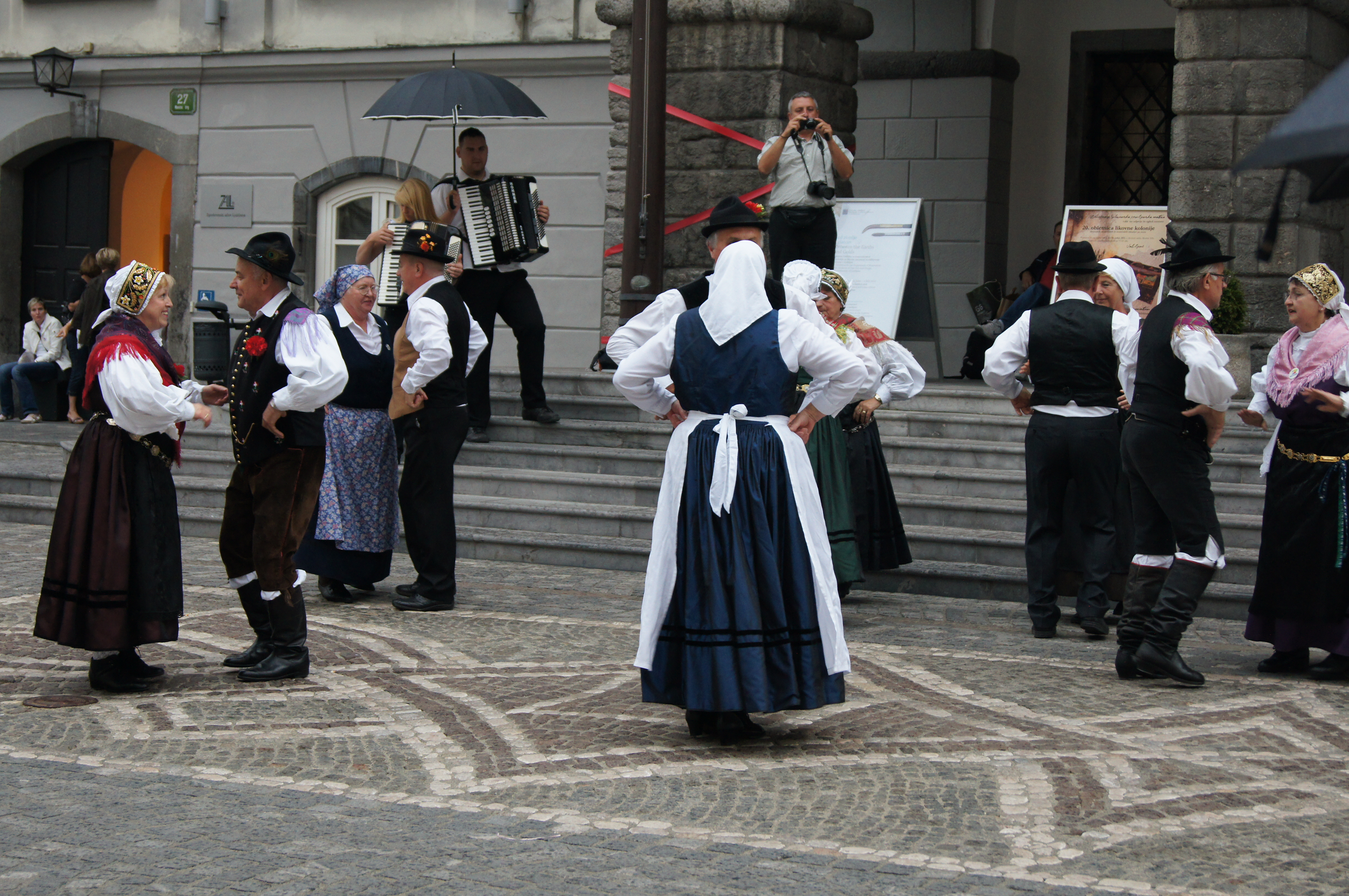
Словенські фольклорні танцюристи

За відсутності контексту фольклорні артефакти були б об'єктами без натхнення та власного життя. Лише завдяки виконанню артефакти оживають як активний і значущий компонент соціальної групи; у виставі виникає міжгрупова комунікація, при цьому відбувається передача цих культурних елементів. Американський фольклорист Роджер Д. Абрахамс описав це так: «Фольклор є фольклором лише тоді, коли виконується. Будучи організованими елементами виконання, предмети фольклору мають властиве відчуття контролю, силу, яку можна використати та посилити ефективним виконанням». Без передачі ці елементи не є фольклором, це лише окремі дивні оповідання та предмети.
Таке розуміння у фольклористиці виникло лише в другій половині 20 століття, коли в дискусіях фольклористів домінували два терміни: «фольклорне виконання» та «текст і контекст». Ці терміни не є суперечливими чи навіть взаємовиключними. Оскільки обидва є запозиченнями з інших галузей дослідження, те чи інше лінгвістичне формулювання більш підходить для конкретної дискусії. Виступ часто прив'язаний до усного і звичаєвого фольклору, тоді як контекст використовується в обговореннях матеріального фольклору. Обидва формулювання пропонують різні погляди на те саме фольклорне розуміння, зокрема те, що фольклорні артефакти повинні залишатися вбудованими в їхнє культурне середовище, якщо потрібно отримати розуміння їх значення для спільноти.
Концепція культурної (фольклорної) продуктивності є предметом спільного інтересу етнографії та антропології серед інших соціальних наук. Культурний антрополог Віктор Тернер виділив чотири універсальні характеристики культурного виступу: грайливість, обрамлення, використання символічної мови та використання кон'юнктиву. Переглядаючи виставу, глядачі залишають повсякденну реальність і переходять у режим припущення, або «що, якби?» Само собою зрозуміло, що це добре пасує до всіх типів словесної творчості, де дійсності немає місця серед символів, фантазій і нісенітниці традиційних казок, прислів'їв та жартів. Звичаї та перекази дітей, ігри також легко вписуються в мову фольклорної вистави.
Матеріальна культура вимагає певного формування, щоб перетворити її на виставу. Чи слід нам розглядати процес створення артефакту, як на вечорі підбивання, чи дії одержувачів, які використовують підбиту ковдру, щоб застелити своє шлюбне ложе? Тут мова контексту краще підходить для опису підбивання за візерунками, скопійованими від бабусі, підбивання як соціальної події протягом зимових місяців або дарування ковдри, щоб вказати на важливість події. Кожна з них — обраний традиційний зразок, соціальна подія та дарування — відбувається в ширшому контексті спільноти. Незважаючи на це, при розгляді контексту можна розпізнати структуру та характеристики вистави, включаючи аудиторію, обрамляючу подію та використання декоративних фігур і символів, які виходять за рамки користі об'єкта.

### Передісторія
До Другої світової війни народні артефакти сприймалися та збиралися як залишки культури минулого. Вони вважалися ізольованими рудиментарними артефактами, які не мали жодної функції в сучасній культурі або мали невеликий вплив. При такому підході метою фольклориста було зафіксувати та задокументувати їх до того, як вони зникнуть. Артефакти були зібрані без будь-яких підтверджуючих даних, задокументовані в книгах, архівовані та більш-менш успішно класифіковані. Історико-географічний метод використовувався для виділення та відстеження цих зібраних артефактів, переважно словесних знань, у просторі та часі.
Після Другої світової війни фольклористи почали формулювати більш цілісний підхід до своєї тематики. У тандемі зі зростаючою витонченістю соціальних наук увага більше не обмежувалася окремим артефактом, а поширювалася на артефакт як частину активного культурного середовища. Одним із перших прихильників був Алан Дандес із своїм есе «Текстура, текст і контекст», вперше опублікованим у 1964 році. Публічна презентація Дена Бен-Амоса в Американському фольклорному суспільстві в 1967 році призвела до відкритого обговорення поведінкового підходу серед фольклористів. У 1972 році Річард Дорсон відзначив «молодотурків» за їхній рух до поведінкового підходу до фольклору. Цей підхід «змінив концептуалізацію фольклору як елемента або «тексту», який можна відокремити, на акцент на фольклорі як різновиді людської поведінки та спілкування. Концептуалізація фольклору як поведінки змінила визначення роботи фольклористів...».
Фольклор став дієсловом, дією, чимось, що люди роблять, а не просто тим, що вони мають. Саме під час виконання та в активному контексті фольклорні артефакти передаються у неформальній, безпосередній комунікації, вербально чи шляхом демонстрації. Виконання включає всі різні режими та способи, якими відбувається ця передача.

### Носій традиції та аудиторія
Передача — це комунікативний процес, який вимагає участі двох сторін: індивіда або групи, які активно передають інформацію в тій чи іншій формі іншому індивіду або групі. Кожен із них відіграє певну роль у фольклорному процесі. Носій традиції — це особа, яка активно передає знання про артефакт; це може бути або мати, яка співає колискову своїй дитині, або ірландська танцювальна група, яка виступає на місцевому фестивалі. Вони є значущими особами, зазвичай добре відомими в суспільстві як обізнаними у своїх традиційних знаннях. Вони не є анонімним «народом», безіменною масою без історії чи індивідуальності.
Аудиторія є другою половиною процесу передачі; аудиторія слухає, дивиться і запам'ятовує. Мало хто з аудиторії стане активним носієм традицій; більшість буде пасивними носіями, які зберігають пам'ять про цей специфічний традиційний артефакт — як про його демонстрацію, так і про зміст.
Відбувається активне спілкування аудиторії з виконавцем. Виконавець виступає перед аудиторією, яка, у свою чергу, своїми діями та реакцією активно взаємодіє з виконавцем. Мета цієї вистави — не створити щось нове, а відтворити те, що вже існує; вистава — це слова та дії, які знають, визнають і цінують як виконавець, так і аудиторія. Бо фольклор — це насамперед поведінка, що запам’ятовується. Як члени однієї культурної еталонної групи, вони ідентифікують і цінують цю виставу як частину спільних культурних знань.

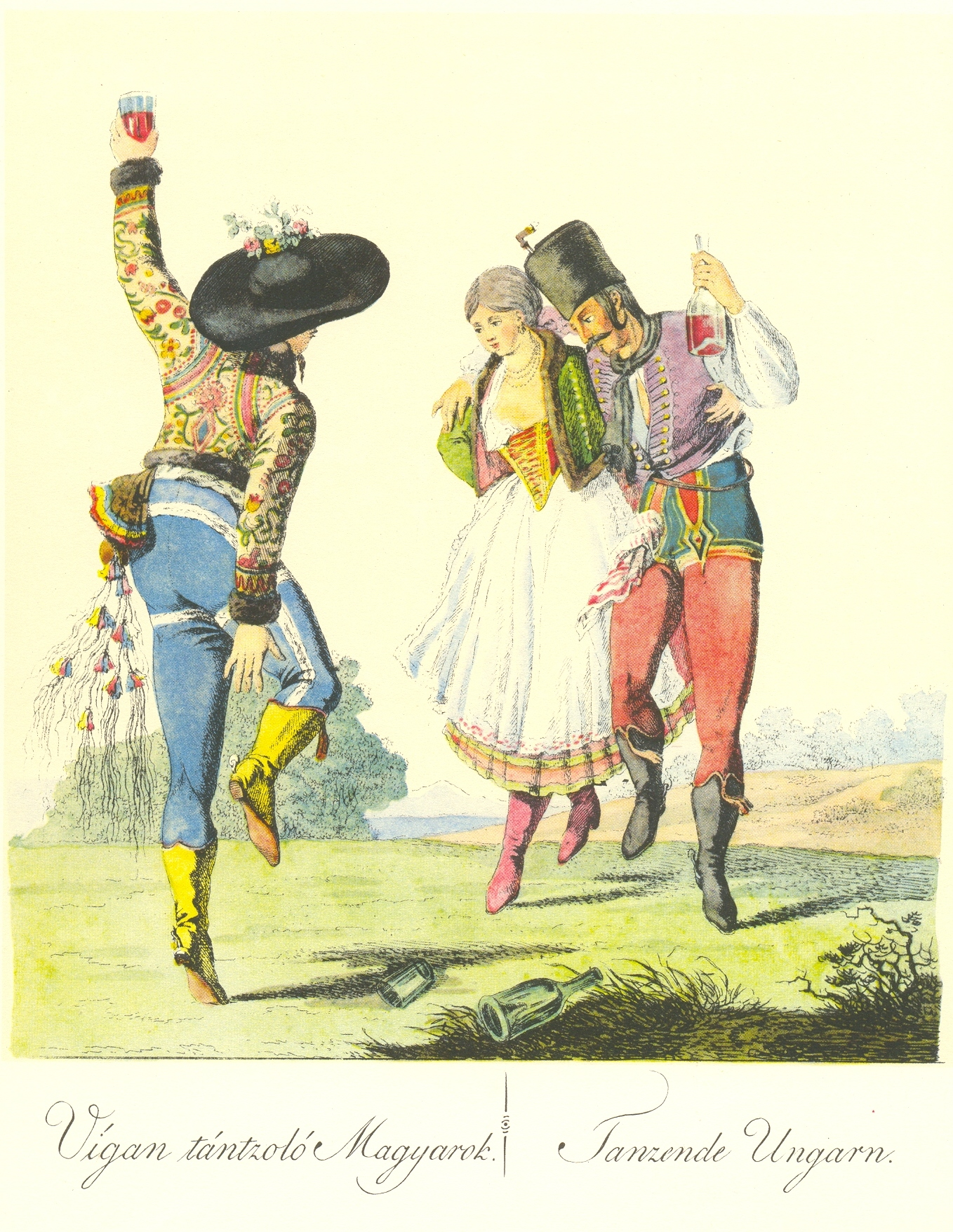
Танцюючі угорці, Й. Б. Гайнбухер, 1816 рік

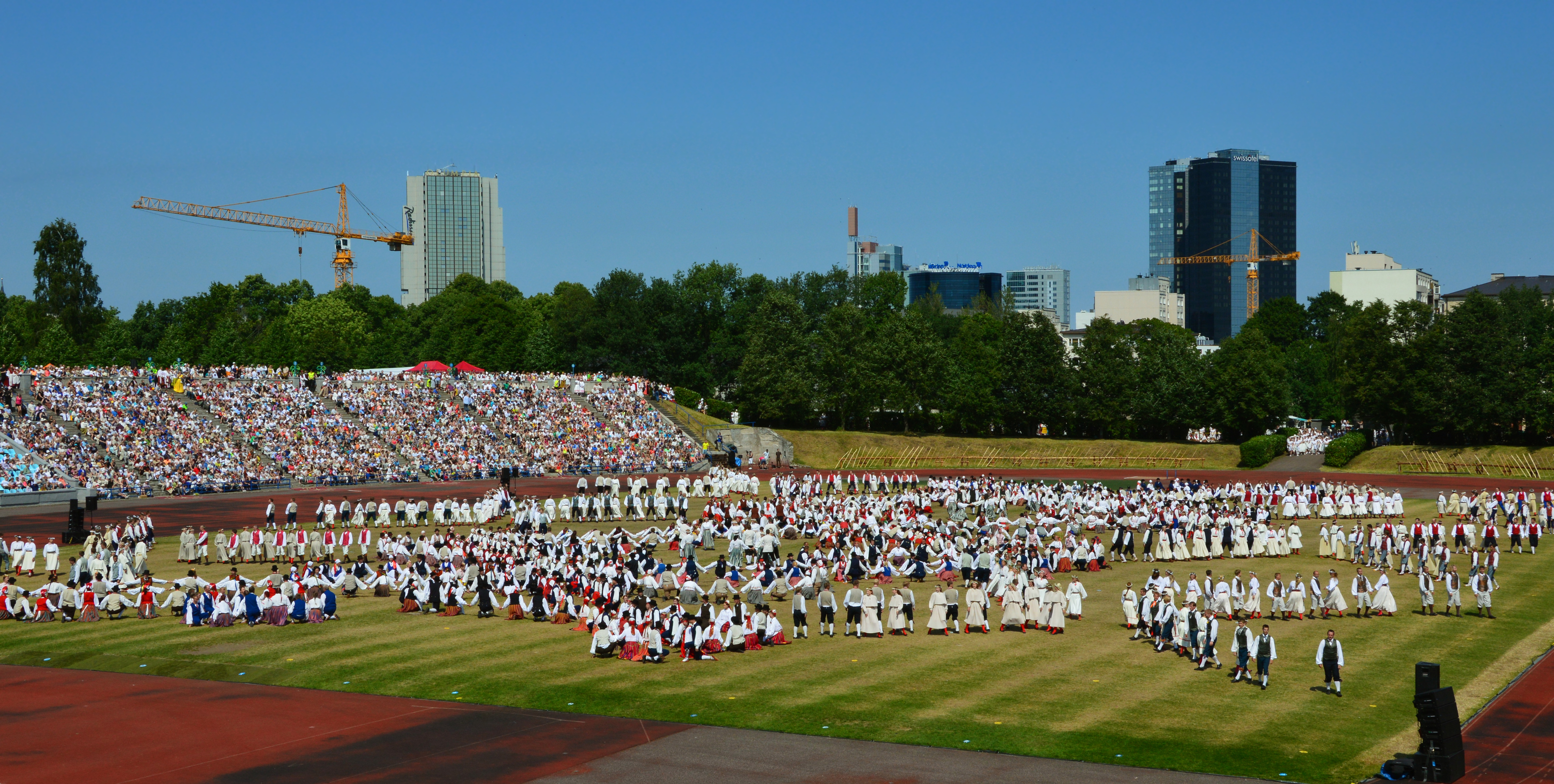
Деякі елементи народної культури можуть бути центром місцевої культури та важливою частиною самоідентичності. Наприклад, народний танець дуже популярний в Естонії, він перетворився на свого роду національний вид спорту. XIX Свято естонського танцю в 2015 році проходило разом з Естонським пісенним фестивалем.

### Обрамлення вистави
Щоб розпочати виконання, має бути певне обрамлення, яке буде вказувати, що те, що буде далі, справді є виконанням. Обрамлення виділяє виконання з повсякденної розмови чи звичайного обговорення. У традиційному фольклорі, такому як святкування життєвого циклу (наприклад, день народження) або танцювальні вистави, обрамлення відбувається як частина події, яка часто відзначається місцем. Глядачі прямують до місця події, щоб взяти участь. Ігри визначаються в першу чергу правилами, гра формується саме з затвердженням правил. Фольклорист Барре Тоелкен описує вечір гри в ниточку, проведений у родині навахо, коли кожен з учасників змінює роль з виконавця на глядача, створюючи і показуючи один одному різні фігури.
В усній традиції виконавець починає і закінчує розпізнаними мовними формулами. Простий приклад можна побачити у звичайному вступі до жарту: «Ви чули ...», «Жарт дня ...» або «Слон заходить у бар». Кожен із них сигналізує слухачам, що це жарт, який не слід сприймати буквально. Жарт завершується головною фразою жарту. Іншим традиційним наративним маркером англійської мови є обрамлення казки фразами «Одного разу» та «І жили вони довго та щасливо». У багатьох мовах є подібні фрази, які використовуються для обрамлення традиційної казки. Кожна з цих лінгвістичних формул усуває текст у дужках із звичайного дискурсу та позначає його як визнану форму стилізованої, шаблонної комунікації як для виконавця, так і для аудиторії.

### Фольклор в формі кон'юнктиву
Обрамлення як наративний засіб допомагає як оповідачеві, так і аудиторії зрозуміти, що оповідь, яка йде далі, справді є вигадкою (словесними знаннями), і її не слід розглядати як історичний факт чи реальність. Обрамлена розповідь стає формною кон'юнктиву, і позначає рамки, у яких «художня література, історія, оповідання, традиція, мистецтво, вчення існують в межах розказаної чи виконаної експресивної «події» поза межами норми та обмеженнями реальності чи часу». Цей зсув від реального до нереального способу дієслова розуміють усі учасники референтної групи. Це надає можливість цим вигаданим подіям мати значення для групи та може призвести до дуже реальних наслідків[прояснити: ком.].

### Закон автокорекції Андерсона
Теорію самокорекції передачі фольклору вперше сформулював фольклорист Вальтер Андерсон у 1920-х роках; теорія передбачає механізм зворотного зв'язку, який зберігає фольклорні варіанти ближчими до оригінальної форми. Ця теорія досліджує, як за наявності кількох виконавців і багатьох глядачів артефакт зберігає свою ідентичність протягом часу та в різних місцях. Андерсон пояснював, що аудиторія виконує функцію цензури оповідачів, які занадто далеко відходять від відомого (традиційного) тексту.
Будь-яка вистава — це двосторонній комунікаційний процес. Виконавець звертається до аудиторії словами і діями; публіка в свою чергу активно реагує на виконавця. Якщо вистава надто відхиляється від очікувань глядачів щодо знайомого народного витвору, вони нададуть негативний відгук. Бажаючи уникнути ще більшої негативної реакції, виконавець налаштовує свій виступ відповідно до очікувань аудиторії. «Соціальна винагорода аудиторії [є] основним фактором мотивації оповідачів...» Саме цей динамічний ланцюг зворотного зв'язку між виконавцем і аудиторією надає стабільність сценарію вистави.
Насправді ця модель не така проста; в активному фольклорному процесі чимало надлишкового. Виконавець чув казку багато разів, він чув її від різних оповідачів у багатьох варіантах. По черзі він розповідає казку кілька разів одній і тій самій аудиторії, або різним слухачам, і вони очікують почути ту версію, яку знають. Ця розширена модель надлишкового зворотного зв'язку в нелінійному процесі розповіді ускладнює впровадження інновацій під час будь-якої окремої вистави; аудиторія негайно надає коригувальний відгук. «В основі як аутопоезисної самопідтримки, так і «вірусності» передачі мемів... достатньо припустити, що якась рекурсивна дія підтримує певний ступінь цілісності [артефакту] в певних рисах... достатній для можливості розпізнати його як екземпляр свого типу».

### Контекст матеріальних знань
Для матеріальних народних знань пліднішим стає повернення до термінології Алана Дандеса: текст і контекст. Тут текст позначає сам фізичний артефакт, окремий предмет, виготовлений особою для певної мети. Контекст викривається спостереженнями та запитаннями, що стосуються як його виробництва, так і його використання. Для чого і як він був створений, хто і як його використовуватиме, звідки брав сировину, хто його спроектував тощо. Ці питання обмежуються лише майстерністю інтерв'юера.
У своєму дослідженні про виробників стільців у південно-східному Кентакі Майкл Оуен Джонс описує виробництво стільців в контексті життя ремісника. Генрі Глассі у своєму дослідженні «Народне житло в центральній Вірджинії» досліджує історичну схему, яка, на його думку, повторюється в будинках цього регіону: будинок вписується в ландшафт так само, як пейзаж доповнює себе будинком. Ремісник у своєму придорожньому кіоску чи магазині в сусідньому місті хоче виготовляти та демонструвати продукти, які подобаються клієнтам. Спрацьовує «бажання майстра виробляти «задовільну продукцію» шляхом тісного особистого контакту з клієнтом і надія знову обслужити клієнта». Тут роль споживача «... є основною силою, відповідальною за безперервність і переривчастість поведінки».
У матеріальній культурі контекст стає культурним середовищем, у якому предмет виготовляється (стілець), використовується (будинок) і продається (вироби). Жоден із цих ремісників не є «анонімним» народом; це люди, які заробляють на життя за допомогою інструментів і навичок, набутих у їхній громаді та цінних у контексті цієї громади.

### Консервативно-динамічний континуум Тоелкена
Не існує двох однакових вистав. Мета виконавця полягає в тому, щоб вистава виправдала очікування аудиторії, хоча багато змінних можуть стати на заваді. Виконавець виконував виставу кілька разів, щоразу з різною аудиторією та соціально-політичним середовищем. У контексті матеріальної культури немає двох однакових предметів ручної роботи. Іноді ці відхилення у виконанні та виробництві є ненавмисними, просто частиною процесу. Але іноді ці відхилення є навмисними; виконавець або ремісник хоче свідомо розсунути межі очікувань і додати власний творчий штрих. Вони працюють, балансуючи між збереженням визнаної форми та додаванням інновацій.
Фольклорист Барре Тоелкен визначає цей баланс як «поєднання мінливих («динамічних») і статичних («консервативних») елементів, які еволюціонують і змінюються через обмін, спілкування та виконання». З часом культурний контекст змінюється та трансформується — з'являються нові лідери, нові технології, нові цінності, нова обізнаність. Зі зміною контексту змінюються і артефакти, тому що без змін, спрямованих на інтеграцію існуючих артефактів із змінним культурним ландшафтом, вони втрачають своє значення. Жарти як активна форма вербальних знань роблять цей баланс помітним, оскільки цикли жартів з'являються і зникають, щоб відобразити нові суспільні проблеми. Коли артефакт більше не відповідає контексту, передача стає малоймовірною; артефакт втрачає актуальність для сучасної аудиторії. Якщо артефакт не передається, то він більше не є фольклором, а натомість стає історичною реліквією.

### Фольклор в епоху електронних комунікацій
Фольклористи почали досліджувати, як поява електронних комунікацій змінила виконання та передачу фольклорних артефактів. Зрозуміло, що Інтернет змінює, а не руйнує фольклорний процес, тому що, незважаючи на історичний зв'язок між фольклором і антимодерністю, люди продовжують використовувати традиційні форми вираження в нових медіа, зокрема в Інтернеті. Зараз більше жартів, ніж будь-коли, як у традиційному спілкуванні віч-на-віч, так і через електронні комунікації. Нові способи спілкування також створюють багато різних конфігурацій традиційних історій. Казка «Білосніжка» тепер доступна в медіа-формах як для дітей, так і для дорослих, включаючи телешоу та відеогру.

## Мова фольклору
Мова фольклору — мова усної народної творчості (пісень, казок, легенд, приказок і прислів'їв, замовлянь, заклинань та інших), що своєю лексикою, фразеологією, граматикою, фонетикою засвідчує існування глибин, коріння національної мови. Підхід до мови фольклору як до специфічно організованих виражальних засобів, що виконують естетичну функцію, зумовлює віднесення її до системи функціональних стилів літературної мови або до різновидів художнього стилю. Фольклорні джерела літературної мови відбивають своєрідність національної мовної картини світу, втіленої в просторових, часових, морально-етичних поняттях.
Мова фольклору — джерело фольклоризму в сучасній літературній мові, за яким, зокрема, визначаються традиційні та новаторські тенденції у розвитку мовностилістичних засобів. Поряд з такими формами існування національної мови, як літературна мова і діалекти, мова фольклору характеризується ознакою наддіалектності, що наближає її до літературної мови. Наддіалектність найвиразніше виявляється у мові народної пісні, менше — казки, найвідчутніший вплив діалектів, говіркових норм в оповідних жанрах.
Мова фольклору — предмет лінгвофольклористики, історичної поетики, семіотики художньої літератури. Через неї передається світогляд народу, зокрема, його сприймання космосу, органічного зв'язку з навколишньою природою, відбиваються характерні заняття людей у певні історичні часи тощо. Століттями формувалися народнопоетичний словник, фразеологія, жанрово відмінний синтаксис, усталювалися вислови-формули, традиційні мотиви й національно-мовна символіка.

## Юридичний захист фольклору
Як і будь-який інший результат творчої діяльності фольклор є об'єктом права інтелектуальної власності. Однак на відміну від традиційних творів, які охороняються авторським правом з метою виключення їх незаконного використання, фольклор має особливу систему захисту, суть якої полягає у виключенні незаконного привласнення фольклорних творів або обмеження доступу до них якоюсь конкретною особою із використанням механізмів захисту інтелектуальної власності. З юридичної думки фольклор як об'єкт інтелектуальної власності охоплюється ширшим поняттям традиційні знання. Фольклор не є об'єктом авторського права.

## Специфічні риси
- Усність (спосіб передачі без застосування писаних текстів та інших способів фіксації)[73].
- Варіативність (гнучкість творів що дозволяє пристосовувати їх до різних побутових ситуацій)
- Анонімність (відсутність авторства)
- Імпровізаційність
- Народність
- Традиційність (усталені способи втілення)
- Біфункціоналізм
- Синкретизм

## Пояснювальні примітки
1. ↑  Легенда — це традиційна історія, яку іноді вважають недостовірною[3].
2. ↑  Алану Дандес віддає перевагу терміну фольклористика і цей термін вжито в назві його публікації (Dundes, 1978); термін «вивчення фольклору» створив і використовував Саймон Броннер[en], див. Bronner, 1986, p. xi.
3. ↑  Авторами цього випуску були, серед інших, Клер Фаррер, Джоан Н. Раднер, Сьюзен Лансер, Елейн Лоулесс і Джінні Б. Томас.
4. ↑  Володимир Пропп вперше визначив єдину структуру російських казок у своїй новаторській монографії «Морфологія казки», опублікованій російською мовою в 1928 році. Див. Propp, 1968
5. ↑  Генрі Глассі[en], видатний фольклорист, який вивчає технологію в культурному контексті, зазначає, що в турецькій мові одне слово, санат, стосується всіх предметів, не розрізняючи мистецтво та ремесло. Відмінність, підкреслює Глассі, базується не на середовищі, а на соціальному класі. Це породжує питання про різницю між мистецтвом і ремеслом; чи різниця полягає лише в назві?
6. ↑  Фольклорист Арчі Грін[en] спеціалізувався на робітничих традиціях і традиціях трудових колективів.
7. ↑  Більш широке обговорення цієї теми можна знайти в «The 'Text/Context' Controversy and the Emergence of Behavioral Approaches in Folklore», Gabbert, 1999
8. ↑  Див. Folk dance. Estonica (англ.). Архів оригіналу за 3 березня 2016.
9. ↑  Андерсон найбільш відомий своєю монографією Kaiser und Abt[en] (Folklore Fellows' Communications 42, Helsinki 1923), присвячену народним казкам типу AT 922.

## Додаткові джерела
- Anderson, Walter (1923). Anderson, Walter; Bolte, Johannes; Krohn, Kaarle; Liestøl, Knut & von Sydow, C. W. (ред.). Kaiser und Abt: die Geschichte eines Schwanks [Emperor and Abbot. The story of a farce]. Folklore Fellows' Communications  (нім.). Т. 42. Helsinki: Finnish Academy of Science and Letters. hdl:10062/89331. ISBN 9789916217986.
- Bauman, Richard (1975). Verbal Art as Performance. American Anthropologist[en]. New Series  (англ.). 77 (2): 290—311. doi:10.1525/aa.1975.77.2.02a00030. JSTOR 674535.
- Bauman, Richard (2008). The Philology of the Vernacular. Journal of the Folklore Institute[en] (англ.). 45 (1): 29—36. doi:10.2979/JFR.2008.45.1.29. JSTOR 40206961. S2CID 144402948.
- Ben-Amos, Dan (1985). On the Final [s] in 'Folkloristics'. Журналу американського фольклору[en] (англ.). 98 (389): 334—336. doi:10.2307/539940. JSTOR 539940.
- Bendix, Regina (1997). In Search of Authenticity: The Formation of Folklore Studies (англ.). Madison: University of Wisconsin Press[en]. ISBN 978-0-299-15544-5.
- Bendix, Regina; Hasan-Rokem, Galit, ред. (2012). A Companion to Folklore (англ.). Malden, MA: Wiley-Blackwell. ISBN 978-1-4051-9499-0.
- Blank, Trevor J., ред. (2009). Folklore and the Internet: Vernacular Expression in a Digital World (англ.). Logan: Utah State University Press[en]. ISBN 978-0-87421-750-6.
- Frank, Russel (2009). The Forward as Folklore: Studying E-Mailed Humor. У Blank, Trevor J. (ред.). Folklore and the Internet: Vernacular Expression in a Digital World (англ.). Logan: Utah State University Press[en]. с. 98—122.
- Bronner, Simon J. (1998). Following Tradition: Folklore in the Discourse of American Culture (англ.). Logan: Utah State University Press[en]. ISBN 978-0-87421-239-6.
- Bronner, Simon J. (2017). Folklore: The Basics (англ.). London; New York: Routledge. ISBN 978-1-138-77495-7.
- Bronner, Simon J., ред. (2007). The Meaning of folklore: the Analytical Essays of Alan Dundes (англ.). Logan: Utah State University Press[en]. ISBN 978-0-87421-683-7.
- Brunvand, Jan Harold (1968). The Study of American Folklore (англ.). New York; London: W. W. Norton & Company[en]. ISBN 978-0-39309957-7.
- Burns, Thomas A. (1977). Folkloristics: A Conception of Theory. Western Folklore (англ.). 36 (2): 109—134. doi:10.2307/1498964. JSTOR 1498964.
- Del-Rio-Roberts, Maribel (2010). A Guide to Conducting Ethnographic Research: A Review of Ethnography: Step-by-Step (3rd ed.) by David M. Fetterman (PDF). The Qualitative Report (англ.). 15 (3): 737—749. Архів (PDF) оригіналу за 8 травня 2016. Процитовано 19 грудня 2016.
- Deloria, Vine (1994). God Is Red: A Native View of Religion (англ.). Golden, CO: Fulcrum Publishing. ISBN 978-1-55591-176-8.
- Dorst, John (1990). Tags and Burners, Cycles and Networks: Folklore in the Telectronic Age. Journal of the Folklore Institute[en] (англ.). 27 (3): 61—108.
- Dundes, Alan (1978a). Into the Endzone for a Touchdown: A Psychoanalytic Consideration of American Football. Western Folklore (англ.). 37 (2): 75—88. doi:10.2307/1499315. JSTOR 1499315.
- Dundes, Alan (1984). Life Is like a Chicken Coop Ladder. A Portrait of German Culture through Folklore (англ.). New York: Columbia University Press. ISBN 978-0-231-05494-2.
- Dundes, Alan (2005). Folkloristics in the Twenty-First Century (AFS Invited Presidential Plenary Address, 2004). Journal of American Folklore[en] (англ.). 118 (470): 385—408. doi:10.1353/jaf.2005.0044. JSTOR 4137664. S2CID 161269637.
- Ellis, Bill (2002). Making a Big Apple Crumble. New Directions in Folklore (англ.) (6). Архів оригіналу за 22 жовтня 2016. Процитовано 19 грудня 2016.
- Fixico, Donald L. (2003). The American Indian Mind in a Linear World (англ.). New York: Routledge. ISBN 978-0-415-94456-4.
- Gazin-Schwartz, Amy (2011). Myth and Folklore. У Insoll, Timothy (ред.). The Oxford Handbook of the Archaeology of Ritual and Religion (англ.). Oxford: Oxford University Press. с. 63—75. ISBN 978-0-19-923244-4.
- Genzuk, Michael (2003). A Synthesis of Ethnographic Research (PDF). Occasional Papers Series (англ.). Center for Multilingual, Multicultural Research. University of Southern California. Архів (PDF) оригіналу за 12 липня 2020. Процитовано 12 липня 2020.
- Glassie, Henry (1975). Folk Housing in Middle Virginia: A Structural Analysis of Historic Artifacts (англ.). Knoxville: University of Tennessee Press[en].
- Glassie, Henry (1982b). Irish Folk History: Folktales from the North (англ.). Dublin: O'Brien Press.
- Goody, Jack (1977). The Domestication of the Savage Mind (англ.). Cambridge: Cambridge University Press. ISBN 978-0-521-29242-9.
- Kirshenblatt-Gimblett, Barbara (1985). Di folkloristik: A Good Yiddish Word. Journal of American Folklore[en] (англ.). 98 (389): 331—334. doi:10.2307/539939. JSTOR 539939.
- Kirshenblatt-Gimblett, Barbara (September 1999). Performance Studies. Rockefeller Foundation, Culture and Creativity (англ.). Архів оригіналу за 1 жовтня 2016. Процитовано 19 грудня 2016.
- Mason, Bruce Lionel (October 1998). E-Texts: The Orality and Literacy Issue Revisited. Oral Tradition (англ.). Columbia, MO: Center for Studies in Oral Tradition. 13 (2). Архів оригіналу за 11 серпня 2016. Процитовано 19 грудня 2016.
- Noyes, Dorothy (2003). Group. У Feintuch, Burt (ред.). Eight Words for the Study of Expressive Culture (англ.). University of Illinois Press. с. 7—41. ISBN 978-0-252-07109-6. JSTOR 10.5406/j.ctt2ttc8f.5.
- Oring, Elliott (1986). Folk Groups and Folklore Genres: An Introduction (англ.). Logan: Utah State University Press[en]. ISBN 978-0-87421-128-3.
- Raskin, Victor, ред. (2008). Primer of Humor Research: Humor Research 8 (англ.). Berlin; New York: Mouton de Gruyter[en].
- Schmidt-Lauber, Brigitta (22 березня 2012). Seeing, Hearing, Feeling, Writing. У Bendix, Regina; Hasan-Rokem, Galit (ред.). A Companion to Folklore (англ.). Chichester, UK: John Wiley & Sons, Ltd. с. 559–578. doi:10.1002/9781118379936.ch29. ISBN 978-1-118-37993-6.
- Šmidchens, Guntis (1999). Folklorism Revisited. Journal of American Folklore Research (англ.). 36 (1): 51—70. JSTOR 3814813.
- Stahl, Sandra Dolby (1989). Literary Folkloristics and the Personal Narrative (англ.). Bloomington: Indiana University Press[en]. ISBN 978-0-253-33515-9.
- Wolf-Knuts, Ulrika (1999). On the history of comparison in folklore studies. Folklore Fellows' Summer School (англ.). Архів оригіналу за 13 жовтня 2019. Процитовано 19 грудня 2016.